# No Cav

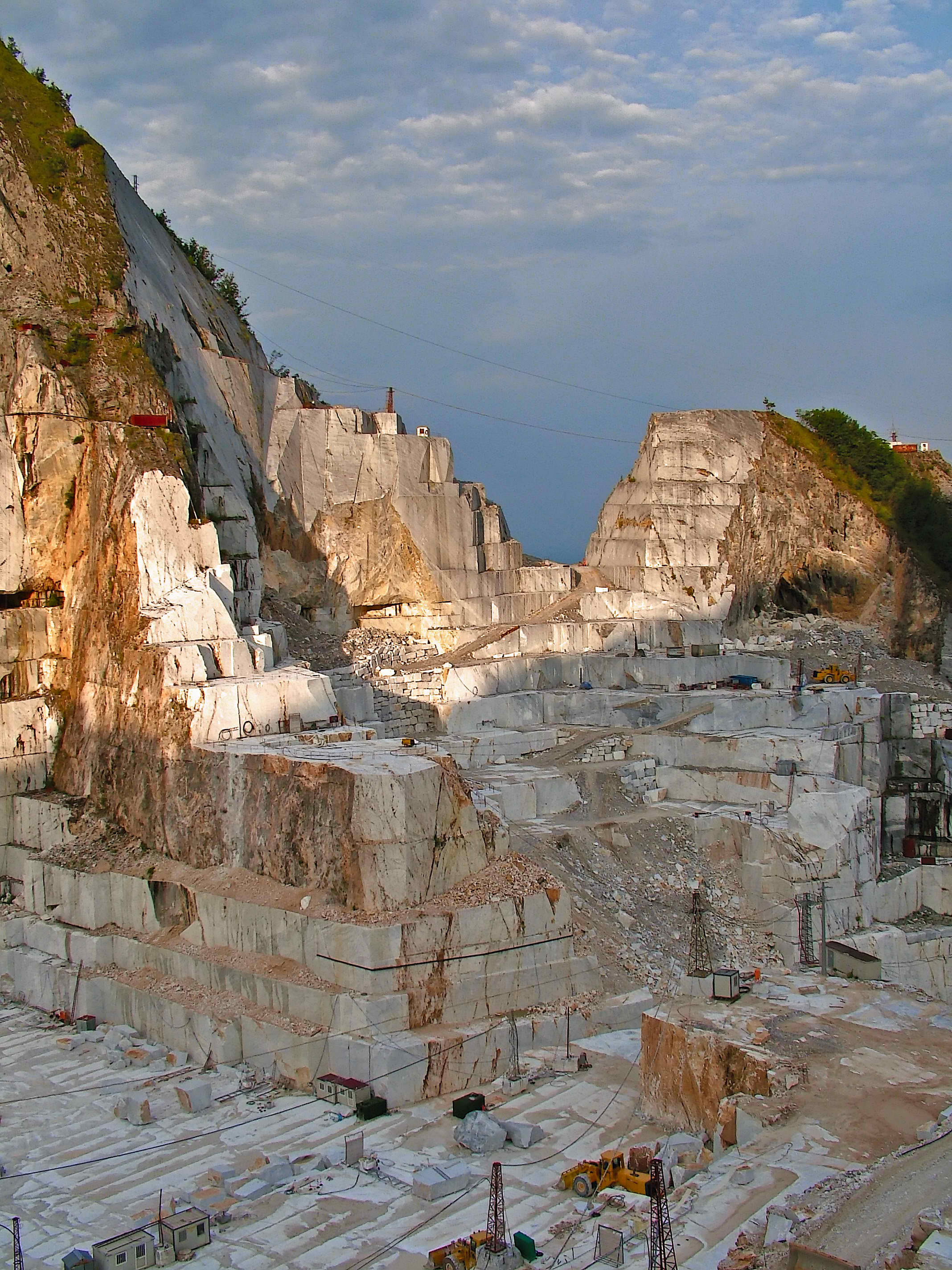
Cava di Gioia (Carrara) e a modificação irreversível relacionada da forma do cume

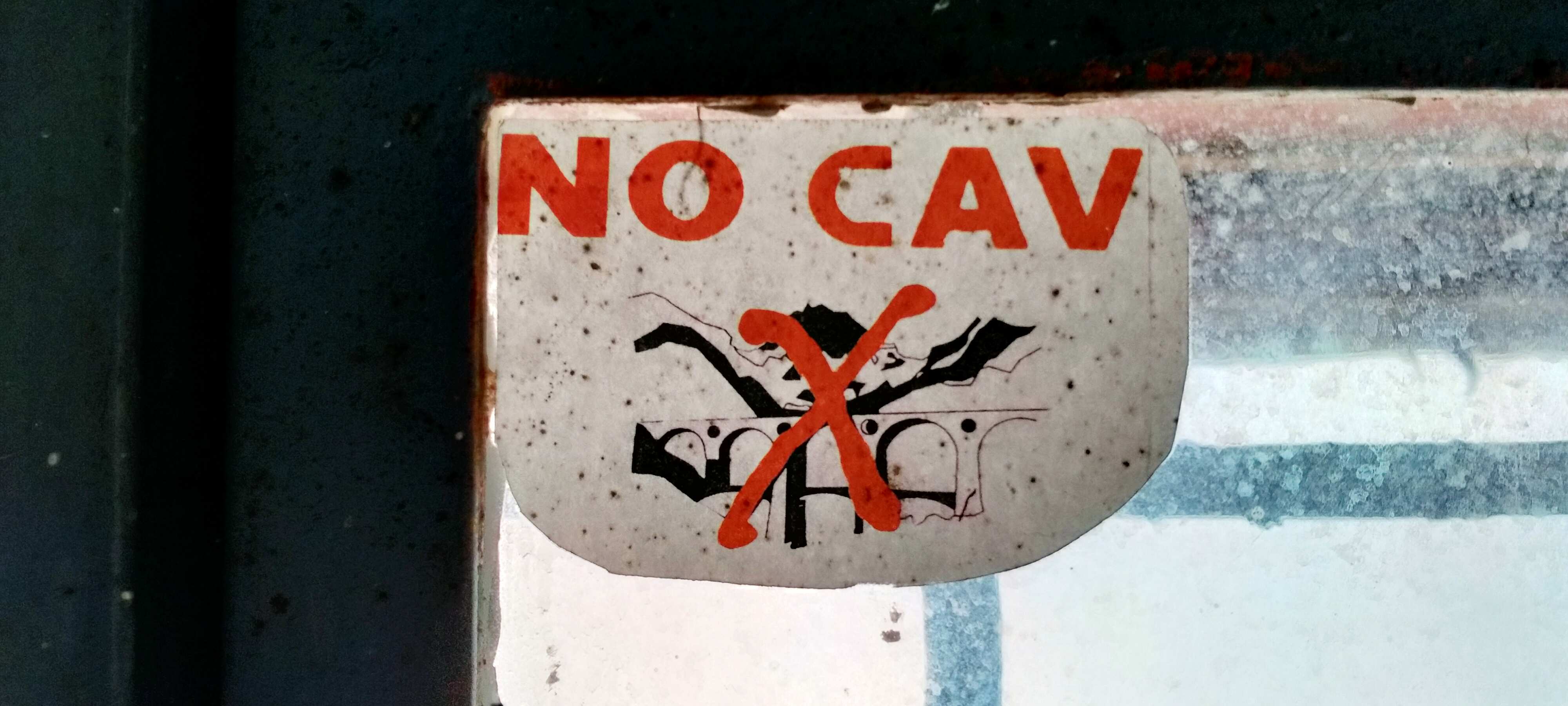
Adesivo No cav ao bivaque de Aronte (Passo della Focolaccia, Alpes Apuanos)

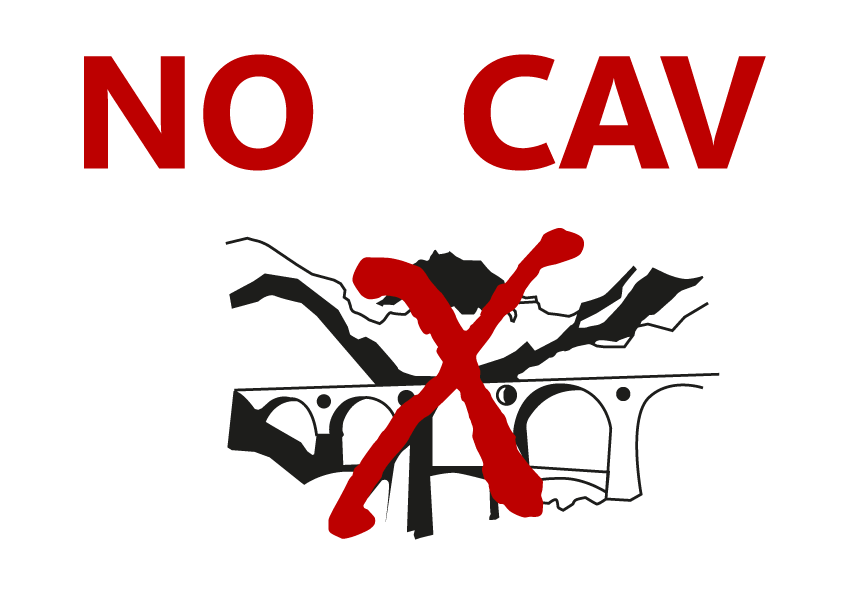
Logo NO CAV

No Cav é um termo jornalístico utilizado para se referir a um amplo movimento de protesto italiano que surgiu no início do século XXI e que consistia em associações e grupos de cidadãos unidos pelas críticas às pedreiras de mármore de Carrara nos Alpes Apuanos.
O termo No Cav, abreviatura de "No Cave" (Não às Pedreiras, em italiano), foi utilizado pela primeira vez num artigo no jornal Il Tirreno em 2014 para definir activistas que tinham participado numa manifestação do comité Salviamo le Apuane (Vamos salvar os Alpes Apuanos).

## Nome e símbolo
O símbolo No Cav consiste em uma representação estilizada em preto e branco do viaduto de Vara da Ferrovia Privada de Carrara, atravessado por um grande "X" vermelho, acima do qual estão as palavras "NO CAV", também vermelho, tudo sobre um fundo branco.
Esta bandeira, cujo desenho gráfico lembra o do movimento No TAV, só apareceu em 2020, durante uma manifestação organizada pelo ambientalista Gianluca Briccolani, que no ano seguinte, juntamente com Claudio Grandi e outros, fundaria a associação Apuane Libere (Alpes Apuanos livres).
Este símbolo e a definição de "No Cav" não são usados ou aceitos por todos os grupos do movimento e muitos preferem se definir com termos mais precisos.

## Características

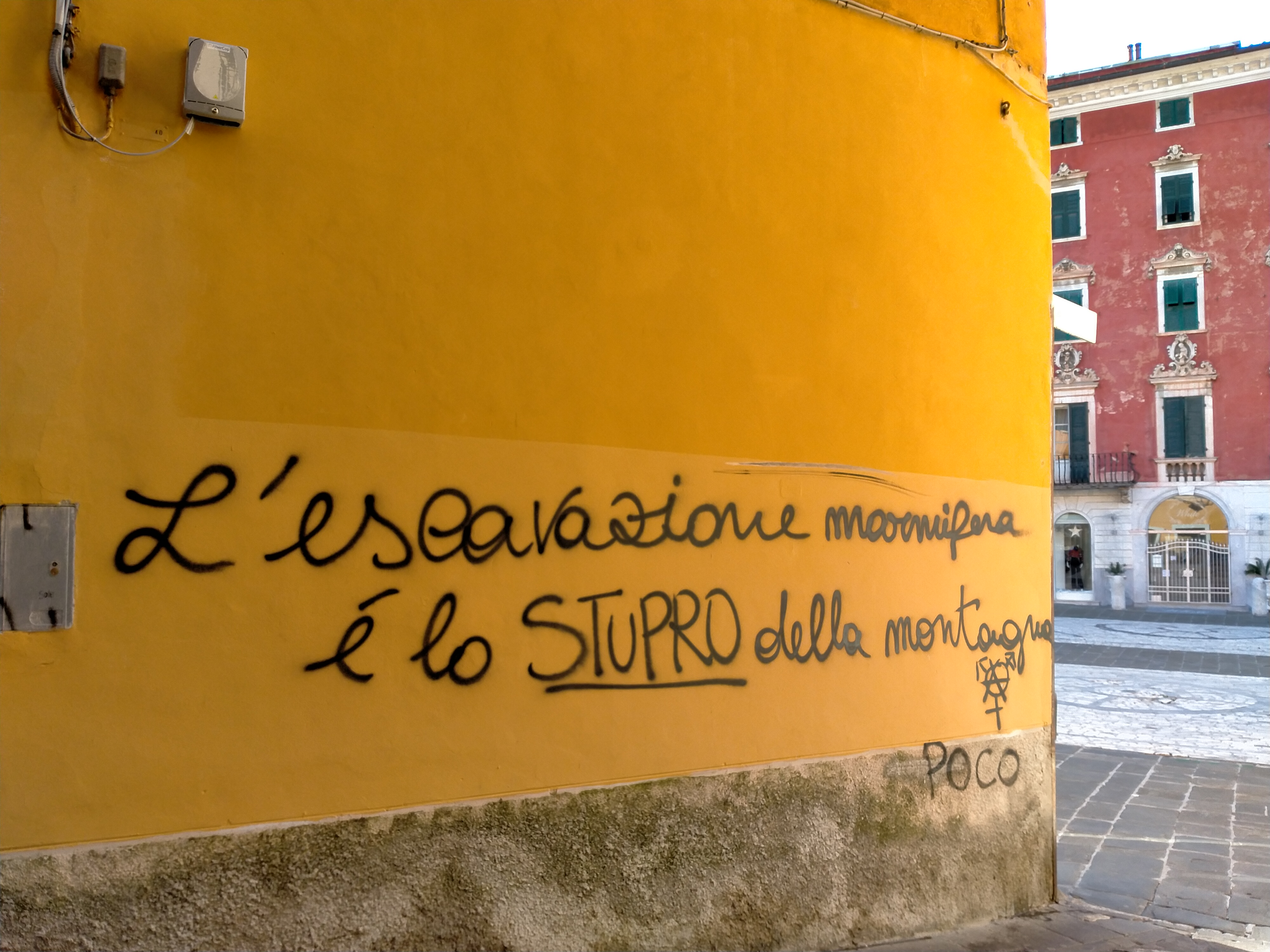
Slogans No Cav em uma parede de Carrara, 2021

O fenómeno No Cav está classificado no Atlas italiano dos Conflitos Ambientais, parte do Atlas da Justiça Ambiental, como "conflito proactivo a favor de alternativas sustentáveis".
Ao longo dos anos, os ambientalistas conseguiram desenvolver um amplo movimento de opinião na sociedade civil que é sensível à questão da salvaguarda dos Alpes Apuanos.
Os métodos de luta utilizados pelos activistas do No Cav incluem manifestações, marchas, flash mob, apelos, petições, acções de demonstração (por exemplo, no Giro d'Italia de 2021 ou na cimeira do Mont Blanc), bloqueios de estradas, processos judiciais, iniciativas políticas a nível local, regional, italiano, europeu e internacional, sensibilização do público, empresas de lobbying, preparação de documentos independentes (relatórios, etc.) e activismo dos meios de comunicação social.

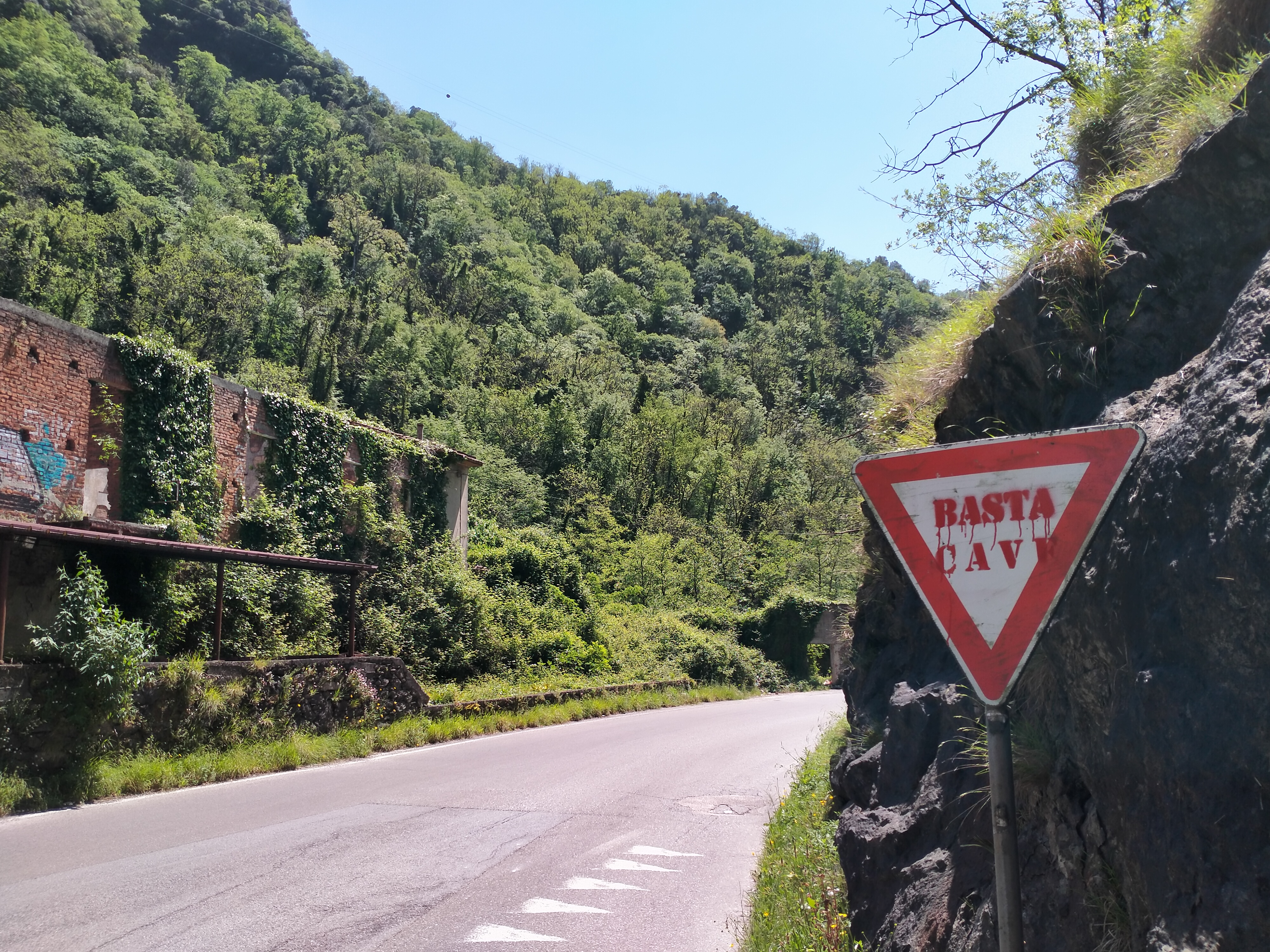
Slogan No Cav em um sinal de estrada perto da vila de Canevara (Massa)

## Aderências

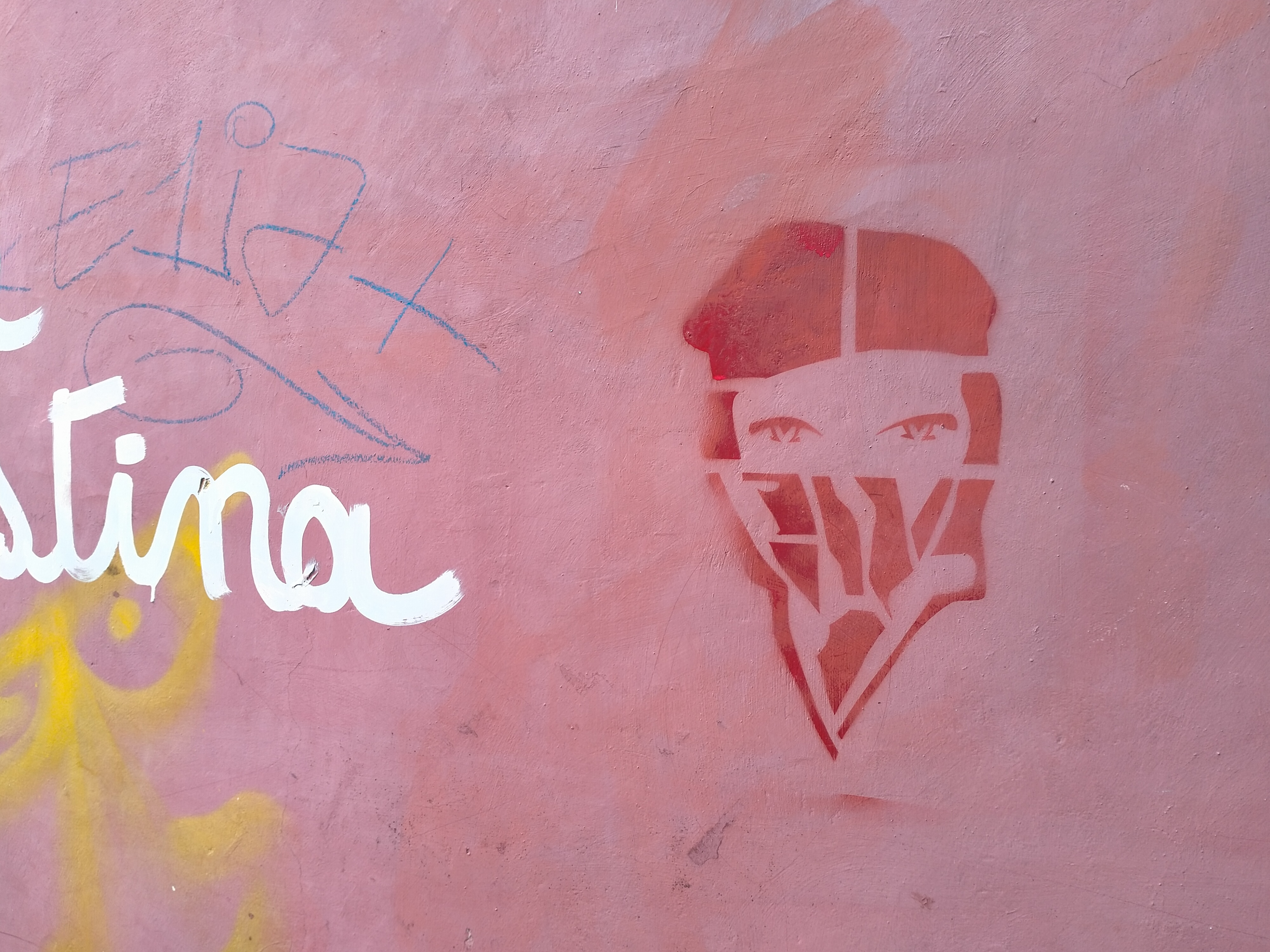
Logo do grupo No Cav Athamanta em uma parede em Carrara, 2021

Numerosos e variados grupos têm vindo a lutar contra a exploração mineira intensiva nos Alpes Apuanos há anos:
- associações ambientais, tais como Legambiente,[25] Gruppo d'Intervento Giuridico,[26] WWF,[27] Extinction Rebellion,[28] Sea Shepherd,[29] Amici della Terra, Apuane Libere[30], e outras;[31]
- grupos espeleológicos[32] e de montanhismo incluindo o próprio C.A.I.,[33] Mountain Wilderness[34] e a Federação Italiana de Caminhadas;[35]
- associações de protecção da paisagem tais como Italia Nostra[36] e Fondo Ambiente Italiano;[37]
- comités e movimentos como Salviamo le Apuane,[38] Rete dei Comitati per la difesa del territorio,[39] Assemblea Permanente Carrara[40] e Fridays for Future;[41]
- colectivos e centros sociais[42] como Athamanta (assim denominada em honra de Athamanta di Corti, uma planta apuana endémica em risco de extinção) e outros;[43]
- grupos de inspiração religiosa como a Accademia Apuana della Pace[44][45]
- associações socioculturais como a ARCI;[46]
- associações não directamente envolvidas em questões ambientais ou paisagísticas, tais como Slow Food,[47] Giros[48] e outras;[49]
- cidadãos que não são membros de nenhuma associação, mas que apoiam a causa participando nas iniciativas No Cav;

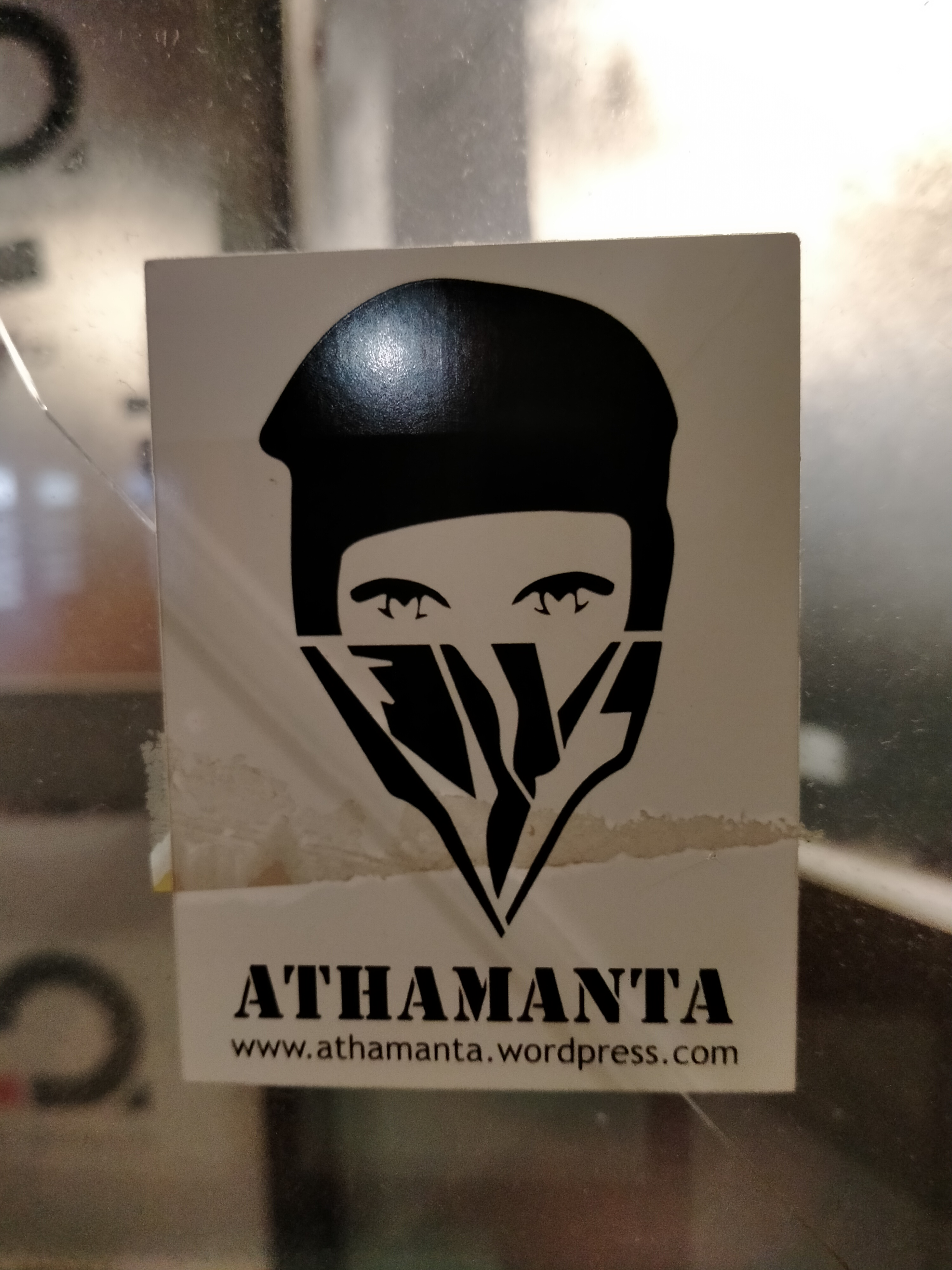
Adesivo com o logotipo do grupo No Cav Athamanta no histórico clube ARCI "C.R.O. Darsene 1945" em Viareggio

Numerosos intelectuais e personalidades italianas alinharam-se em defesa dos Alpes Apuanos. Estes incluem: Andrea Camilleri, Moni Ovadia, Salvatore Settis, Adriano Prosperi, Paolo Maddalena, Tomaso Montanari, Roberta De Monticelli, Maurizio Maggiani, Mario Perrotta, Alberto Asor Rosa, e Paolo Cognetti (que declarou que ele estava "verdadeiramente desconsolado, bem como zangado, para a situação dos Alpes Apuanos'), Enzo Fileno Carabba, Angelo Baracca, Vittorio Emiliani, Edoardo Salzano, Pancho Pardi, Alessandro Gogna, Claudio Lombardi, Alberto Magnaghi, Andrea Lanfri (que foi testemunha de um grande evento No Cav em 2021) e Rossano Ercolini. O cartoonista Sergio Staino produziu um desenho animado sobre o assunto. No final dos anos 2000 e início dos anos 2010, Beppe Grillo também adoptou posições próximas das do No Cav no seu blog.
A campanha No Cav também encontra apoiantes para além das fronteiras nacionais, especialmente na Alemanha. Personalidades internacionais alinhadas em posições próximas das do No Cav são: Vandana Shiva e Raul Zibechi. A nível político, o incómodo tema do encerramento de pedreiras tem sido frequentemente ignorado pelos partidos, com algumas excepções como a Rifondazione Comunista, Potere al Popolo e políticos individuais, como Pietro Ichino e Tommaso Fattori, que têm defendido a causa No Cav. Só em 2021 é que um partido, Europa Verde, liderado por Eros Tetti, incluiu no seu programa o encerramento de pedreiras no Parque Natural Regional dos Alpes Apuanos.

## História

### Mineração nos Alpes Apuanos

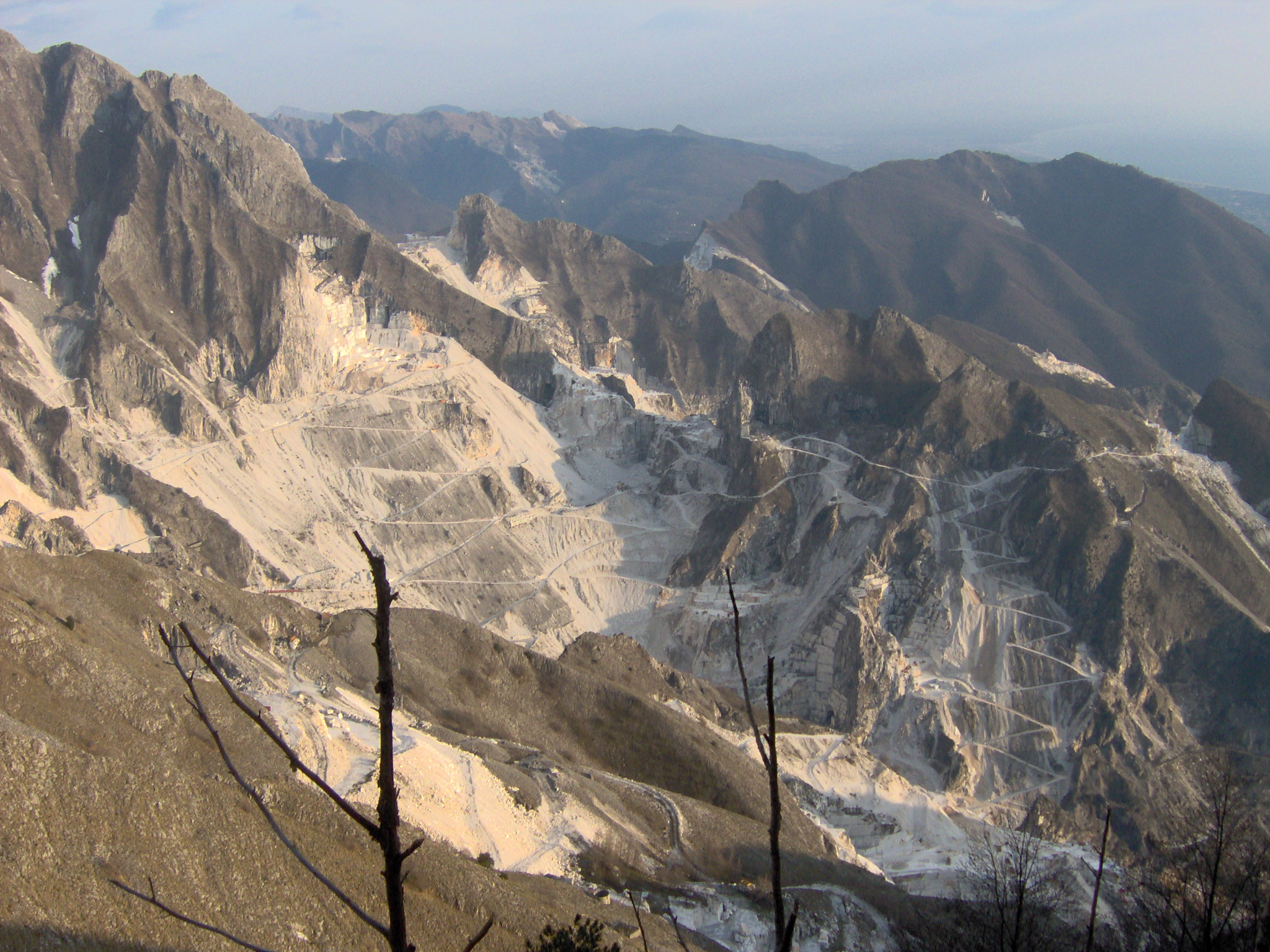
As pedreiras vistas de Campocecina e seu impacto na morfologia dos lugares.

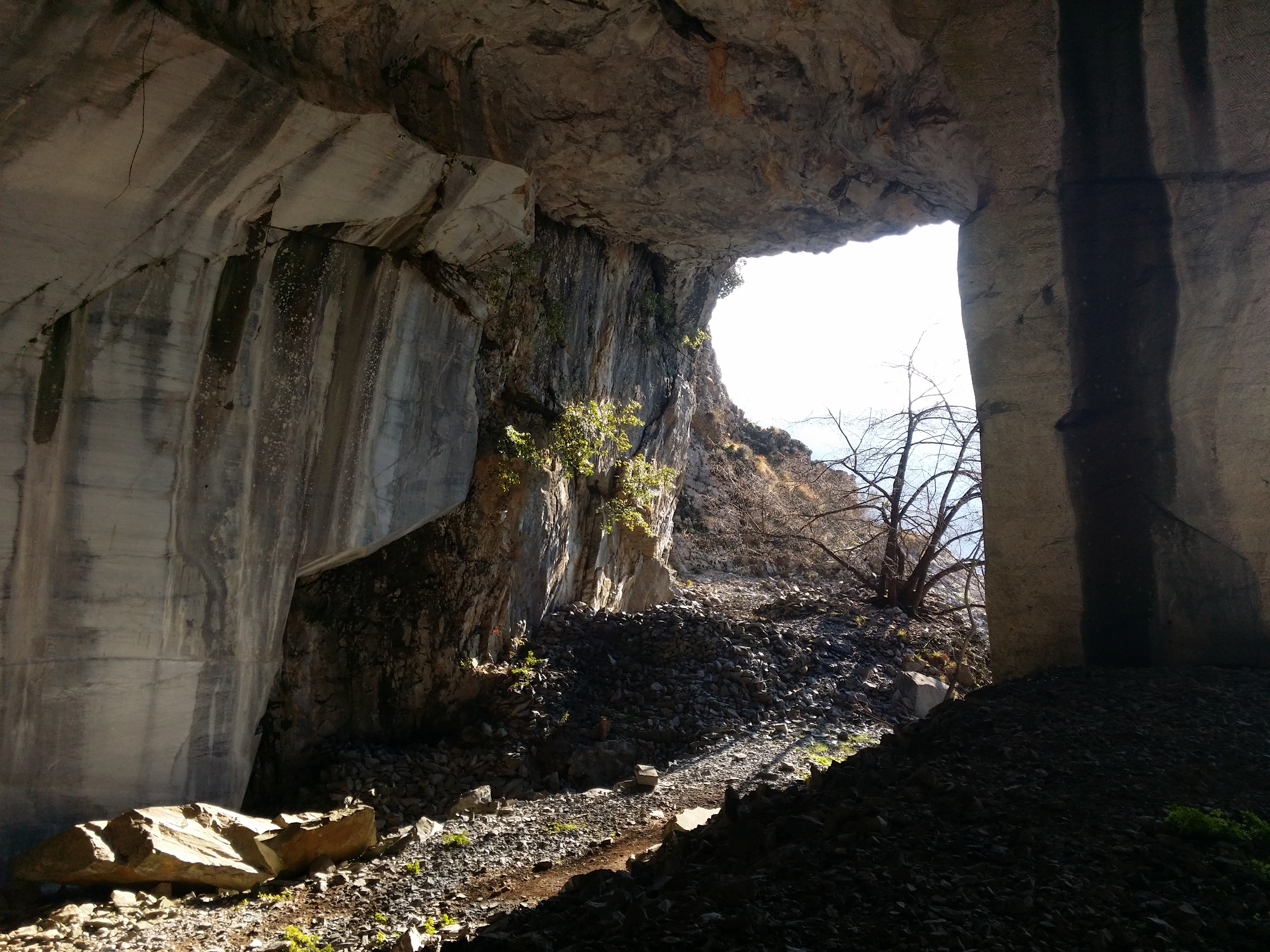
Pedreira de mármore em Retignano, Stazzema (LU)

As pedreiras de pedra dos Alpes Apuanos já estavam provavelmente em uso durante a Idade do Ferro pelos Ligures, mas a actividade de extracção propriamente dita desenvolveu-se desde a época romana, e experimentou o seu maior desenvolvimento sob Júlio César (48-44 AC). Das pedreiras mais antigas, distribuídas nas bacias de Torano, Miseglia e Colonnata, pouco resta, uma vez que a actividade mineira ao longo dos séculos causou a sua progressiva destruição. Assim, pedreiras como Polvaccio e Mandria (Torano) e Canalgrande (Miseglia) foram perdidas. Por outro lado, as pedreiras de La Tagliata (Miseglia) e Fossacava (Colonnata) ainda estão intactas, embora pouco valorizadas do ponto de vista histórico-arqueológico e turístico. Outra pedreira, certamente de origem antiga, é a chamada Cava Romana di Forno (Massa), objecto de diatribes legais por violações ambientais e cuja compatibilidade ambiental não foi renovada em 2017.
O auge da fama do mármore Carrara veio durante a Renascimento, pois foi utilizado por Michelangelo, que veio escolher pessoalmente os blocos para trabalhar.
Entre os finais dos séculos XVIII e XIX houve um rápido aumento das pedreiras, que começaram a concentrar-se nas mãos de alguns grandes concessionários, e a "industrialização" da exploração mineira, que atraiu um grande número de trabalhadores das comunidades de montanha, transferindo-os das ocupações tradicionais agro-pastoris para a exploração mineira. A construção da linha férrea privada de Carrara remonta a este período, no qual se baseiam actualmente projectos de regeneração urbana e o Porto de Carrara. Este processo continuou no século XX, com a construção de infra-estruturas como o ramal do teleférico de Balzone em 1907 e o ramal para Arni do caminho-de-ferro de Versilia, inaugurado em 1923.
Para além do mármore, existiam outrora minas de manganês, mercúrio, ferro, pirita, magnesita, dolomita e muito mais. Em 2015, o caso da grave contaminação com tálio do aquífero de Pietrasanta, e consequentemente do aqueduto, explodiu devido às minas de perito de Valdicastello, abandonadas nos anos 80 e nunca recuperadas.
No período pós-guerra, particularmente no segundo, a actividade mineira cresceu desproporcionadamente em termos de material removido, de acordo com a revista Focus, "nos últimos 20 anos, foi aqui escavado mais do que em dois mil anos de história". Contudo, o número de pessoas directamente empregadas nas pedreiras diminuiu de 16.000 nos anos 50 para cerca de 1.000 actualmente, de acordo com o Corriere della Sera.

### Os movimentos para proteger os Alpes Apuanos

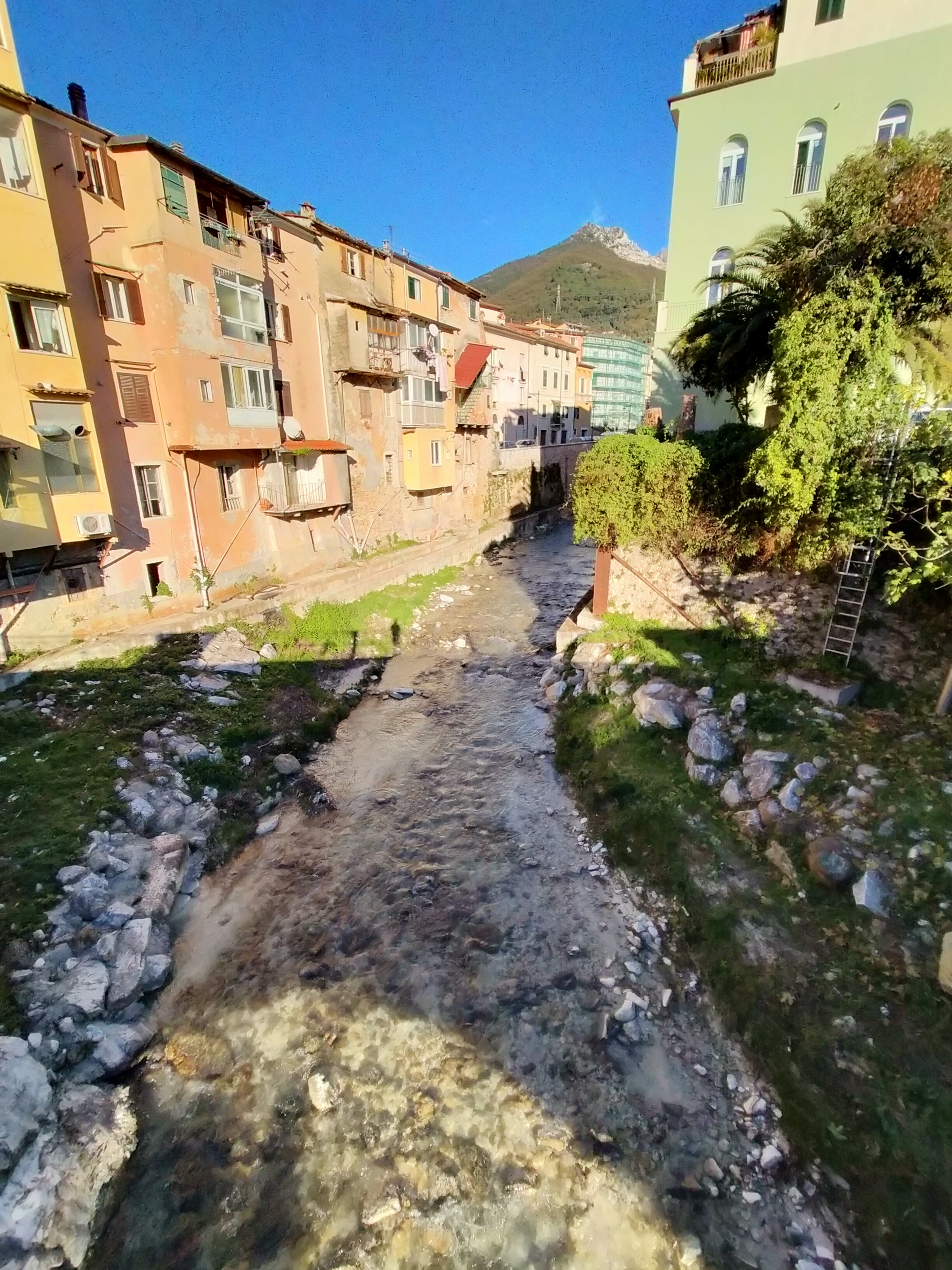
"Marmettola" (pó de mármore) no rio Carrione, Carrara, 2021

Em 1985, após uma colecção de assinaturas iniciada muitos anos antes e a apresentação de uma lei de iniciativa popular em 1978, a Região da Toscana criou o Parque Natural Regional dos Alpes Apuanos. Em 1997, a Lei Regional 65/1997 reduziu o seu perímetro de aproximadamente 54.000 hectares para os actuais 20.598 hectares, a fim de proteger a presença das pedreiras de mármore, reclassificadas como "áreas contíguas" ("aree contingue"). Graças a esta reclassificação, em 2021 o Conselho de Estado rejeitou o recurso das associações ambientais contra a reabertura de pedreiras nestas zonas, a menos que se sobreponham a zonas de protecção, tais como SIC, SIR ou ZPE.
No entanto, já nos anos 80, houve lutas ambientalistas que levaram ao encerramento das pedreiras de dolomita em Forno nos anos 90, e pelo menos desde 2000 houve apelos de associações ambientalistas contra a indústria do mármore de Apuan.
Em 2000, através de uma lei nacional que ainda hoje é válida, a criação do Parco Archeominerario delle Alpi Apuane (Parque Arqueológico e Mineiro dos Alpes Apuanos) foi decretada para proteger os vestígios dos tempos antigos da actividade mineira actual, mas a sua criação efectiva foi suspensa desde 2006, apesar dos pareceres favoráveis das autoridades locais. Para compensar os atrasos, em 2003 o Parque Natural Regional dos Alpes Apuanos criou o Sistema museale di archeologia mineraria delle Alpi Apuane (Sistema de Museu de Arqueologia Mineira dos Alpes Apuanos).
A partir das experiências da luta pela preservação dos Alpes Apuanos nas últimas décadas do século XX, ter-se-ia desenvolvido o actual conflito ambiental e o actual movimento No Cav. Segundo o Atlante Italiano dei Conflitti Ambientali (Atlas Italiano dos Conflitos Ambientais), parte do Environmental Justice Atlas (Atlas da Justiça Ambiental), este "conflito proactivo a favor de alternativas sustentáveis" teria tido origem em 2009, ano em que Salviamo le Apuane, fundado por Eros Tetti, lançou a primeira mobilização online, com uma boa resposta e consequente crescimento e difusão em todo o território.
Já em 2010, este movimento apresentou um plano articulado chamado 'PIPSEAA' (Piano Programma di Sviluppo Economico Alternativo per le Apuane - Programa de Desenvolvimento Económico Alternativo para os Alpes Apuanos) para uma transição económica gradual do território que lhe permitiria destacar-se do mármore sem choques laborais.
Em 2014, o governo regional toscano aprovou um plano para o "encerramento gradual das pedreiras", promovido pela conselheira regional Anna Marson, e depois retirado na sequência de pressões por parte da Confindustria (Associação de industriais italianos).
O jornal Il Tirreno utilizou pela primeira vez o termo No Cav para definir os activistas que lutam contra as pedreiras apuanas.
No mesmo ano, após mais uma inundação que atingiu a cidade de Carrara, nasceu a Assembleia Permanente de Carrara, que ocupou a Câmara Municipal durante dois meses. Este grupo lutou pela protecção ambiental do território de Carrara e foi por vezes muito crítico em relação às pedreiras.
Em 2015, Tommaso Fattori entrou no Conselho Regional da Toscana com a lista Sì Toscana a sinistra (Sim Toscana à Esquerda), ajudando a manter a pressão sobre as pedreiras, inclusive através da apresentação de numerosas emendas às leis regionais.
Em 2016, um agrupamento de associações denominado Coordinamento Apuano e composto por Legambiente, Salviamo le Apuane, WWF, C.A.I., FAI, Italia Nostra, Rete dei Comitati per la Difesa del Territorio, Società dei Territorialisti, UISP Lega Montagna, Federparchi, Società Speleologica Toscana, Amici delle Alpi Apuane, assinaram um documento intitulado Manifesto per le Alpi Apuane, no qual argumentavam e pormenorizavam um plano de transição económica verde que levaria o território a libertar da indústria do mármore, concentrando-se na protecção ambiental e paisagística, turismo e produção agro-florestal. De facto, já existem produções agrícolas e gastronómicas apuanas valiosas, entre as quais a produção de vinho, em particular a Candia dei Colli Apuani, tem vindo a aumentar nos últimos anos e poderia ser promovida e reforçada.
O partido Europa Verde liderado por Eros Tetti, que pretende encerrar as pedreiras no Parque Natural Regional dos Alpes Apuanos, propôs um referendo abrogativo em 2020 sobre regulamentos regionais mais favoráveis às pedreiras.
Em 2020, foi também iniciada uma petição para a criação de um parque nacional dos Alpes Apuanos ou para os fundir com o já existente e contíguo Parque Nacional dos Apeninos Toscanos-Emilianos, a fim de assegurar uma protecção mais estreita da cadeia montanhosa. No mesmo ano, nasceu o colectivo Athamanta, combinando a experiência dos centros sociais com a do ambientalismo. Apareceram as primeiras bandeiras No Cav.
Em 2021, o C.A.I. propôs a criação de um Parco Culturale delle Apuane (Parque Cultural Apuano).
Também em 2021, nasceu a associação Apuane Libere. Em julho do mesmo ano, a associação recém-formada organizou uma grande manifestação cujo porta-voz foi Andrea Lanfri e na qual participaram 31 outras associações. Nessa ocasião, os confrontos ocorreram em Passo Sella, onde os manifestantes entraram em contacto com uma contraprova de apoio às pedreiras organizada pela Confindustria.
Em setembro de 2021, a associação Salviamo le Apuane apresentou ao Grupo de Trabalho da ONU sobre Negócios e Direitos Humanos  (UN Working Group on Business and Human Right) um extenso dossier sobre a situação do Apuan, redigido com a ajuda da investigadora Chiara Macchi da Universidade de Wageningen.
No início de 2022, o Conselho de Estado rejeitou o apelo de numerosas empresas de mármore contra o novo Plano Extractivo da Região da Toscana, afirmando que é direito e dever da região proteger o ambiente, especialmente de um "unicum" como os Alpes Apuanos, mesmo limitando a liberdade de iniciativa económica.

## Argumentos

### Poluição ambiental

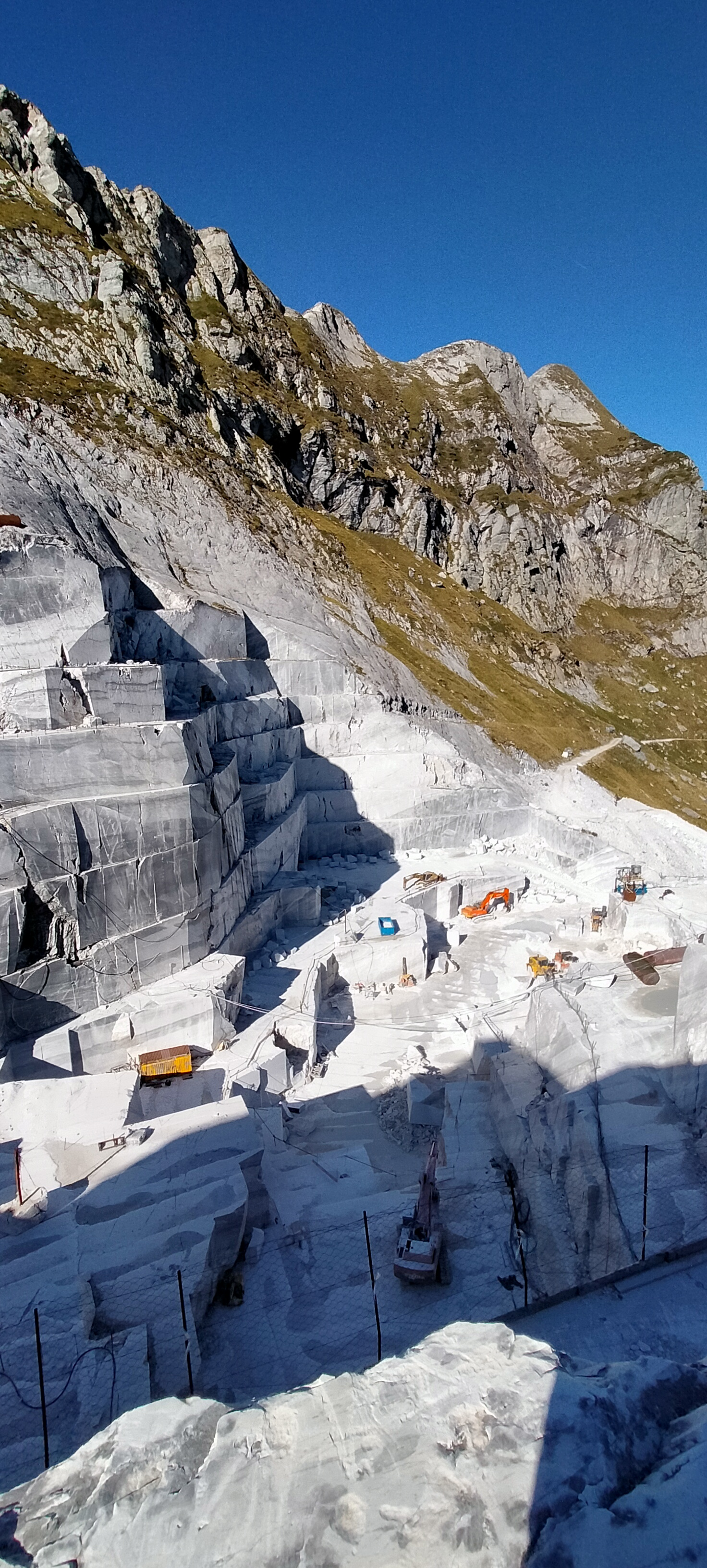
Pedreira de mármore em Passo della Focolaccia a cerca de 1600 m a.s.l. com a modificação relativa e irreversível da própria passagem

As pedreiras têm um impacto negativo nos aquíferos devido à poluição do solo e das águas superficiais e profundas, com implicações tanto ambientais como de saúde pública para as populações que as utilizam.
"Marmettola", pó de mármore misturado com óleos e lodo de extracção, deve ser eliminado como resíduo especial, mas muitas vezes não é devidamente gerido e acaba por se dispersar em grandes quantidades, constituindo um grave problema de poluição ambiental.
Devido à elevada mecanização e industrialização dos processos mineiros, outros poluentes, tais como metais pesados e, sobretudo, hidrocarbonetos, são dispersos no ambiente montanhoso e nas águas subterrâneas em quantidades consideráveis.
Outros impactos significativos são a dispersão de poeira na atmosfera, o ruído e o despejo de resíduos a grandes altitudes.
As empresas de pedra também têm sido acusadas por ambientalistas de operações de greenwashing.

### Riscos para a saúde das populações locais

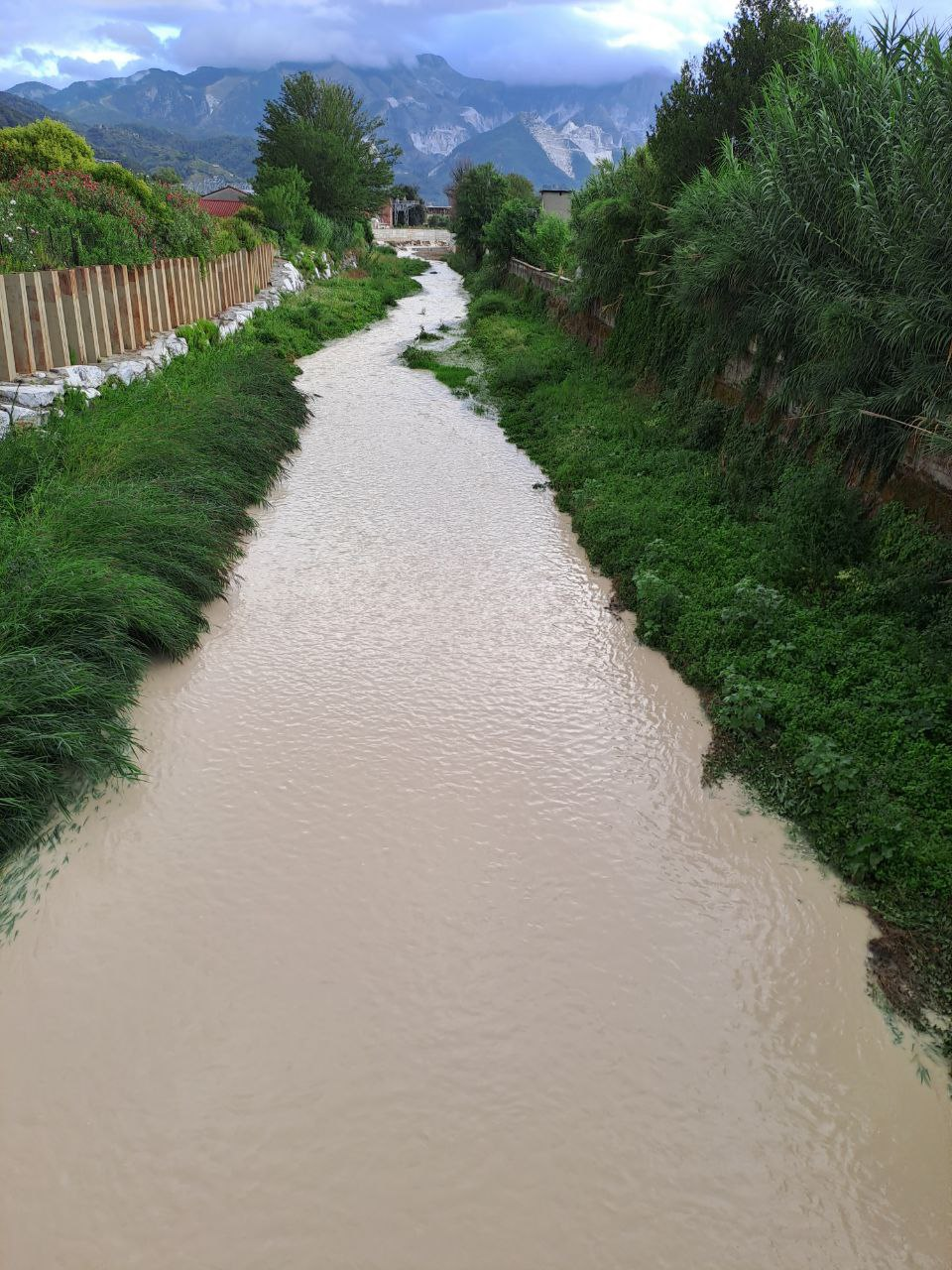
A torrente Carrione invadida por marmettola, em 28/08/2023

A saúde das populações da bacia do Apuano está ameaçada pela deterioração da qualidade da água de beber devido à poluição da marmettola, contaminada por compostos químicos perigosos como hidrocarbonetos e metais pesados. 
Outro fator de risco é a dispersão de poeiras de mármore para a atmosfera, que, contendo até 5% de sílica, podem causar pneumoconioses, como a silicose. Embora os camiões devam ser fechados e/ou as cargas mantidas húmidas para reduzir a dispersão das poeiras, estes requisitos não são frequentemente respeitados .

### Destruição de habitats e ecossistemas

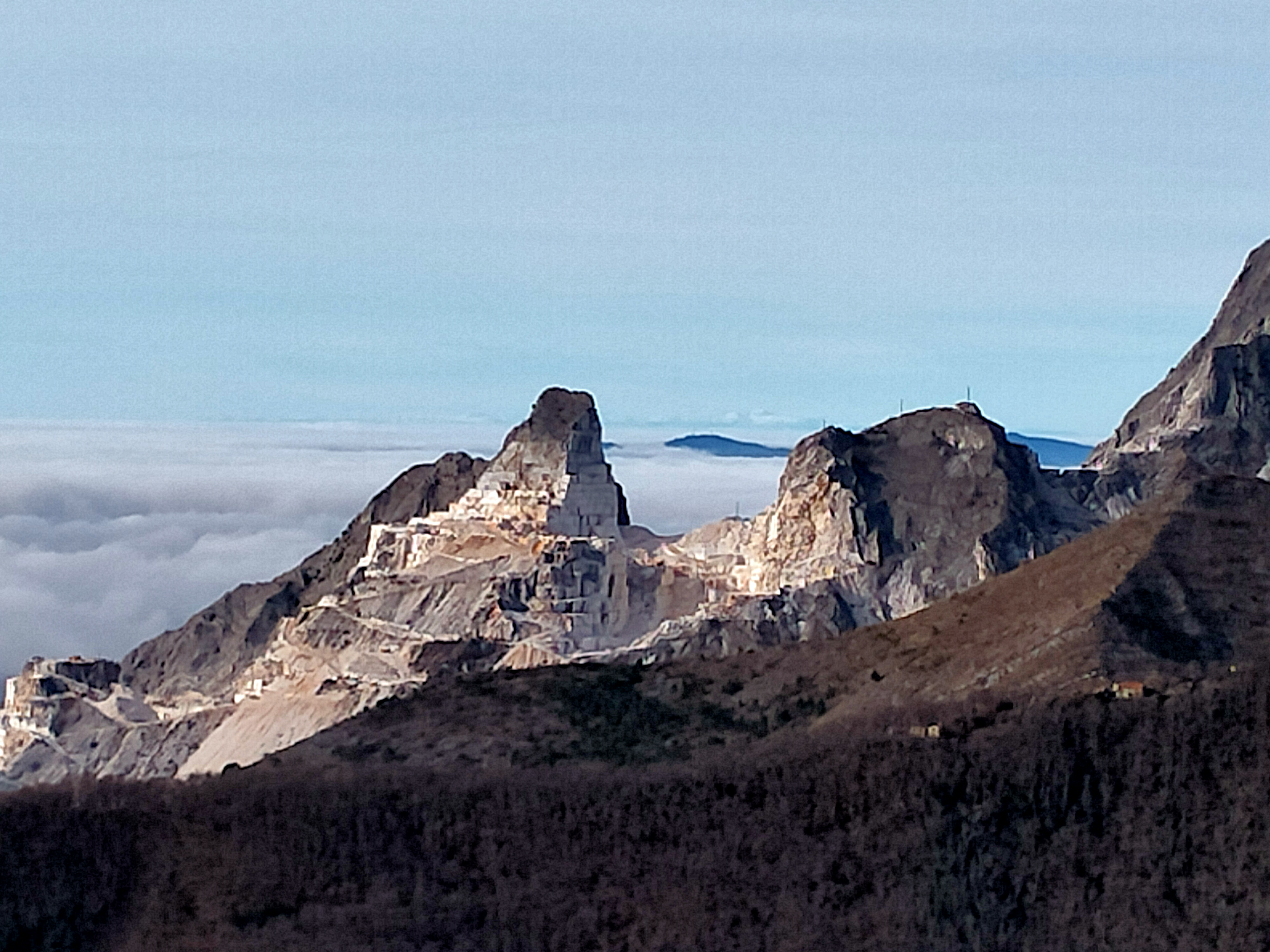
O efeito devastador de Cava dei Campanili, Colonnata (Carrara), que quase destruiu toda uma cadeia de montanhas

As pedreiras apuanas constituem uma séria ameaça aos habitats e ao património natural da cordilheira, uma vez que provocam a destruição da flora, o despojamento do solo e a profunda modificação do ambiente e da paisagem original.
É de notar que estas actividades insistem numa área de grande valor naturalista, com elevada biodiversidade e geodiversidade, reconhecida como parque natural regional e Geoparque Mundial da UNESCO. Os Alpes Apuanos contêm cerca de 50% da biodiversidade toscana, incluindo alguns endemismos. Espécies raras e relíquias estão também presentes entre a flora e fauna, incluindo o raro tritão alpino, ameaçado pela Cava Valsora (área de importância herpetológica IT130TOS003 reconhecida pela Societas Herpetologica Italica) e a possível reabertura da Cava Crespina II, no sopé do Monte Sagro, e espécies ameaçadas como o lobo e o gato selvagem europeu.
A actividade industrial das pedreiras interfere directa ou indirectamente com um território protegido, fazendo parte da rede europeia Natura 2000 e abrangendo áreas classificadas como Áreas Importantes para as Aves e a Biodiversidade, Áreas de Protecção Especial, Áreas Especiais de Conservação, Sítios de Interesse Comunitário, Oásis WWF, Oásis LIPU, e onde um projecto de protecção dos lobos está activo em colaboração com o Parque Nacional dos Apeninos Toscanos-Emilianos.
As actividades mineiras retiram água das nascentes, enquanto a "marmettola" (pó de mármore muito fino), que produzem em grandes quantidades, deposita-se nos leitos dos rios e destrói os microssistemas, representando um sério risco para a existência de algumas espécies animais. Também penetra na rede cársica, modificando a qualidade das águas subterrâneas e favorecendo a presença de espécies epigónias, que ameaçam as mais frágeis espécies hipogénicas.

### Instabilidade hidrogeológica e destruição dos geossítios

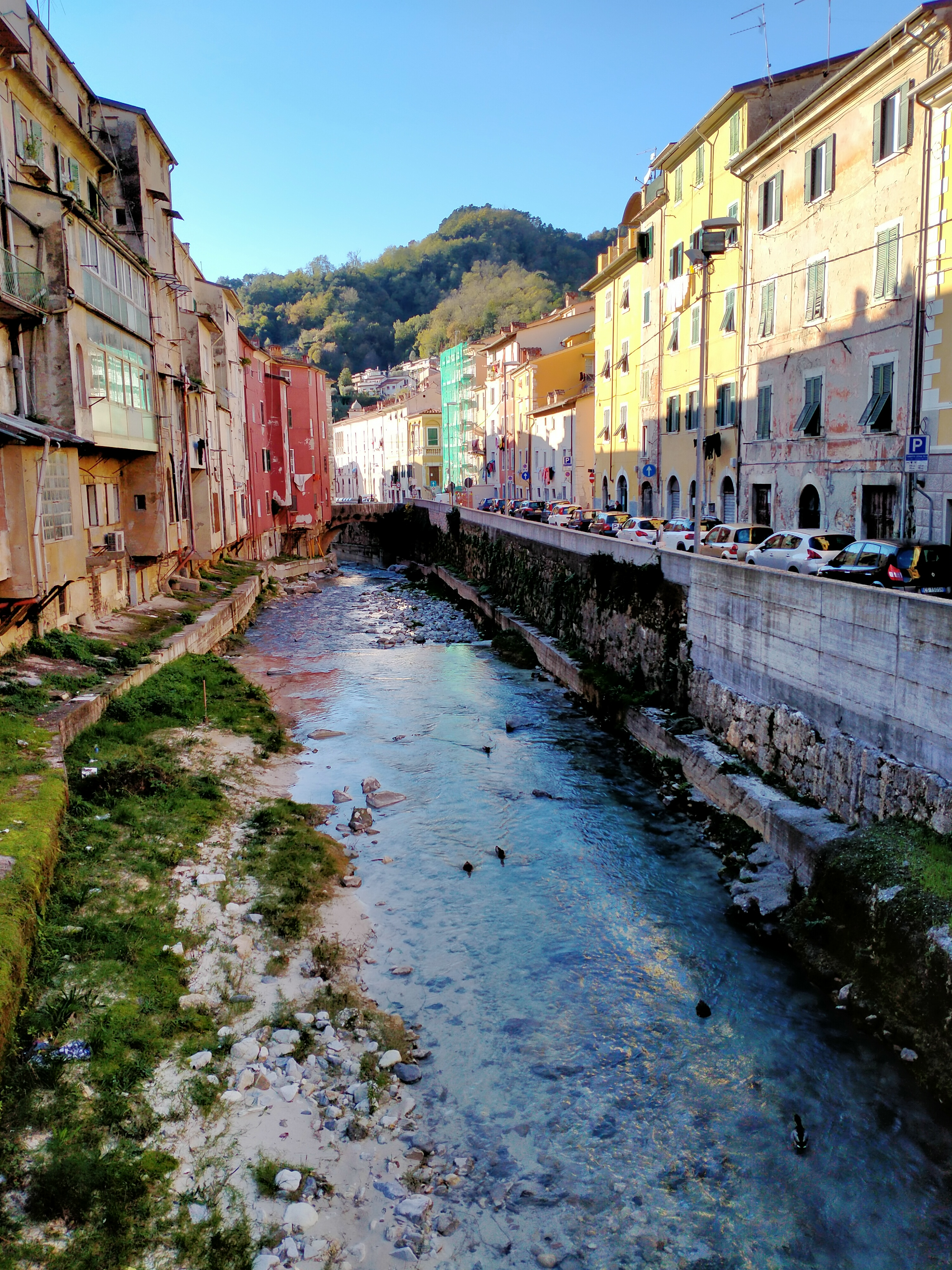
O rio Carrione em Carrara com o leito invadido por pó de mármore (marmettola)

Os Alpes Apuanos foram reconhecidos como um Geoparque Mundial da UNESCO. Por conseguinte, as pedreiras são também uma séria ameaça à geodiversidade apuana e às actividades cársicas presentes, que estão particularmente representadas e significativas nesta cadeia montanhosa. Numerosas cavidades caem dentro de áreas de pedreiras, mesmo estando protegidas, e muitas vezes foram interceptadas e danificadas pela exploração de pedreiras, ou preenchidas com escombros. Até a própria Antro del Corchia, a maior caverna cárstica de Itália e uma das mais importantes cavernas da Europa, sofreu alegadamente danos de pedreiras próximas.
Os Alpes Apuanos são também o lar do maior reservatório de água da Toscana, que está ameaçado pelas actividades de extracção devido ao despejo de detritos, resíduos e pó de mármore, que ocluem cursos de água e nascentes, e devido à modificação da rede do carste.
Para além de estar quimicamente contaminado com hidrocarbonetos e metais, o pó de mármoreé também um forte poluente devido à sua acção mecânica: preenche interstícios e impermeabiliza superfícies, eliminando os habitats de muitas espécies, modifica os processos de alimentação do lençol freático, acelera o fluxo superficial da água e infiltra-se na rede cársica modificando as vias das águas subterrâneas ao ponto de causar a secagem ou deterioração das nascentes. O efeito das pedreiras nas reservas aquíferas locais causa danos económicos e ambientais consideráveis ao território apuano, segundo um estudo publicado em 2019 na revista Water.
Finalmente, em termos de instabilidade hidrogeológica, as ravinas ("ravaneti"), particularmente as recentes, representam áreas de alto risco.
De acordo com alguns comentadores, a remoção conspícua de materiais das montanhas e a modificação da sua orografia também desempenham um papel no agravamento do clima local e no aumento de fenómenos meteorológicos extremos.

### Impacto paisagístico

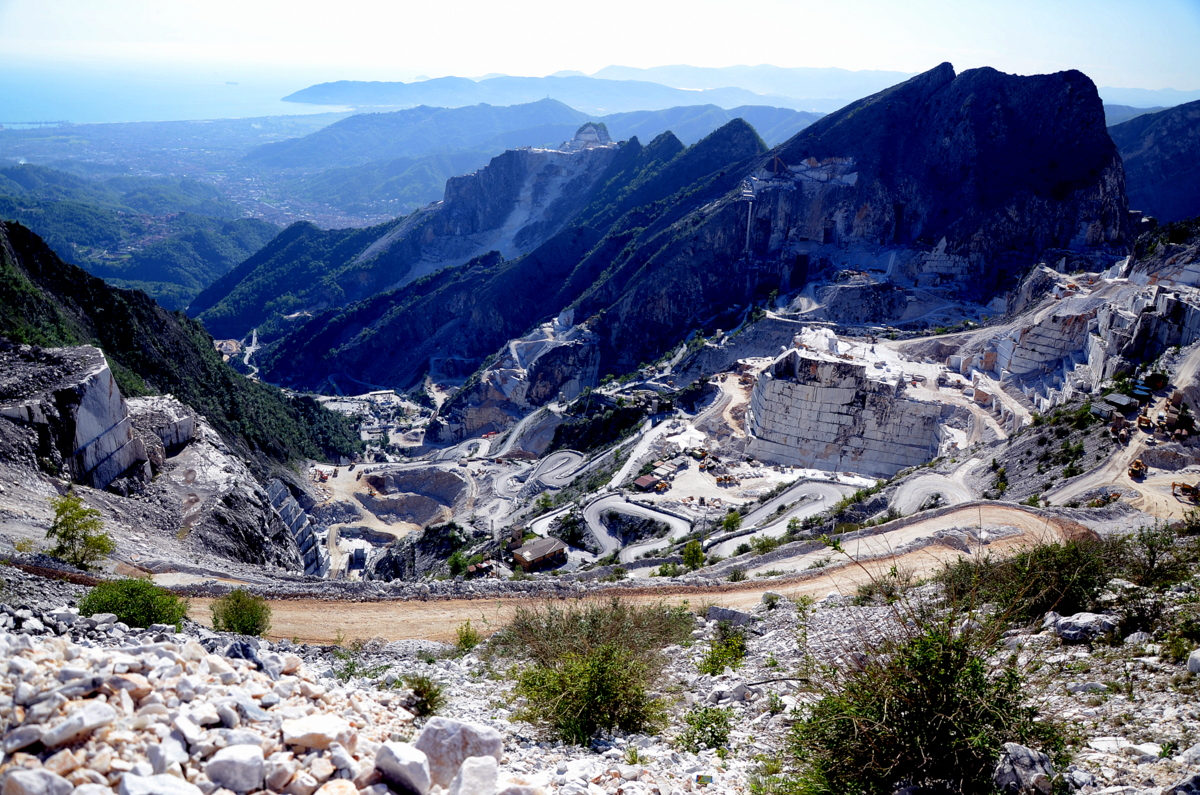
Panorama das pedreiras perto de Carrara e das mudanças geomorfológicas irreversíveis que fazem nos Alpes Apuanos

As pedreiras estão a causar alterações irreversíveis com um impacto muito elevado na paisagem da morfologia da área, incluindo alguns picos e cristas, graças às isenções concedidas pela Região da Toscana. Estes danos também afectaram os perfis de algumas das montanhas mais altas e mais significativas da cadeia. O impacto sobre a paisagem é de tal magnitude que é visível nas fotografias tiradas pelo satélite da missão espacial europeia Copernicus Sentinel-2.
Exemplos destas mudanças irreversíveis são o desaparecimento do Pico da Falcovaia, cujo cume foi inteiramente removido pela Pedreira Cervaiole, a descida do Passo della Focolaccia em várias dezenas de metros, pela Pedreira Piastramarina, e a perda do cume do Monte Carchio.
É de notar que a Região da Toscana, em derrogação do Código do Património Cultural e da Paisagem, que protege "montanhas na parte superior a [...] 1.200 metros acima do nível do mar para [...] glaciares e circos glaciares, parques e reservas nacionais ou regionais, bem como os territórios de protecção externa dos parques", permite escavações mesmo acima de 1.200 metros acima do nível do mar e nas áreas do Parque Natural Regional dos Alpes Apuanos. Por esta razão, em 2020 o partido Europa Verde, que visa encerrar as pedreiras no parque e revogar as derrogações regionais, levantou a questão em fóruns institucionais e propôs um referendo para revogar estes regulamentos regionais.
Devido à protecção ambiental considerada insuficiente, o jornal Il Fatto Quotidiano chamou ao Parque Natural Regional dos Alpes Apuanos um "parque de piadas".
Mesmo de um ponto de vista caminhadas, montanhismo e espeleológico, os Alpes Apuanos são uma área de grande valor, rica em caminhos, via ferrateas (o de Monte Procinto, inaugurado em 1893, é o mais antigo da Itália), vias de escalada, cavidades cársicas, abrigos e bivaques, cuja própria existência é muitas vezes ameaçada pela actividade extractiva. Além disso, várias fases do Sentiero Italia podem ser encontradas na cordilheira. Existem também numerosas estradas e caminhos antigos, incluindo a Via Vandelli e a Via del Volto Santo.
Finalmente, para além dos danos paisagísticos devidos à mudança irreversível dos lugares, a presença de maquinaria e de infra-estruturas de pedreiras industriais constituem também uma fonte de poluição visual de uma zona de elevado valor paisagístico.

### Destruição do património histórico e cultural
Os Alpes Apuanos são ricos em evidências históricas, artísticas, arqueológicas e culturais, algumas muito antigas, sendo uma das poucas regiões em Itália onde os vestígios da civilização Paleolítica têm sobrevivido. Existem também testemunhos históricos que cobrem um período de tempo que vai desde o início da Idade do Ferro, à civilização dos Ligúres, à civilização romana, à Idade Média e à era moderna e contemporânea, alguns dos quais estão ligados à própria actividade de extracção de mármore.
Há também provas da Linha Gótica, Resistência e da Segunda Guerra Mundial, tais como o Parque Nacional da Paz em Sant'Anna di Stazzema, o Parque da Resistência em Monte Brugiana e o Sentiero della Libertà (Trilha da Liberdade) em Molazzana. Em 2021, o C.A.I. também propôs a criação de um Parque Cultural Apuano, incluindo a casa onde Fosco Maraini passou os seus últimos anos.
Este património cultural é por vezes directamente ameaçado pela actividade mineira ou mal protegido e valorizado por causa dela, como no caso da Pedreira de Fossacava, a maior pedreira de origem romana da Europa, cuja gestão tem sido criticada pela Italia Nostra e outras associações. Outro exemplo é o do histórico Bivacco Aronte cuja própria existência foi ameaçada pela Pedreira de Piastramarina, e que só foi salvo pela intervenção do Ministério da Cultura, que em 2021 o declarou um "bem de interesse histórico e artístico".
Para proteger o património histórico apuano ligado à antiga actividade mineira, em 2000 foi decretada a instituição do Parco Archeominerario delle Alpi Apuane (Parque Arqueológico e Mineiro dos Alpes Apuanos). No entanto, a sua criação efectiva foi suspensa desde 2006, apesar dos pareceres favoráveis das autoridades locais.
Uma secção da Via Vandelli do século XVIII, apesar de estar protegida desde 1976 (Decreto Ministerial 128/76), foi destruída pela actividade mineira da pedreira de Colubraia Formignacola.
Em 2017, foi feito um pedido para reabrir as pedreiras localizadas perto do Palazzo Mediceo di Serravezza, um Sítio Património Mundial da UNESCO. Também graças à mobilização dos cidadãos, o pedido foi rejeitado.

### Impactos negativos indirectos

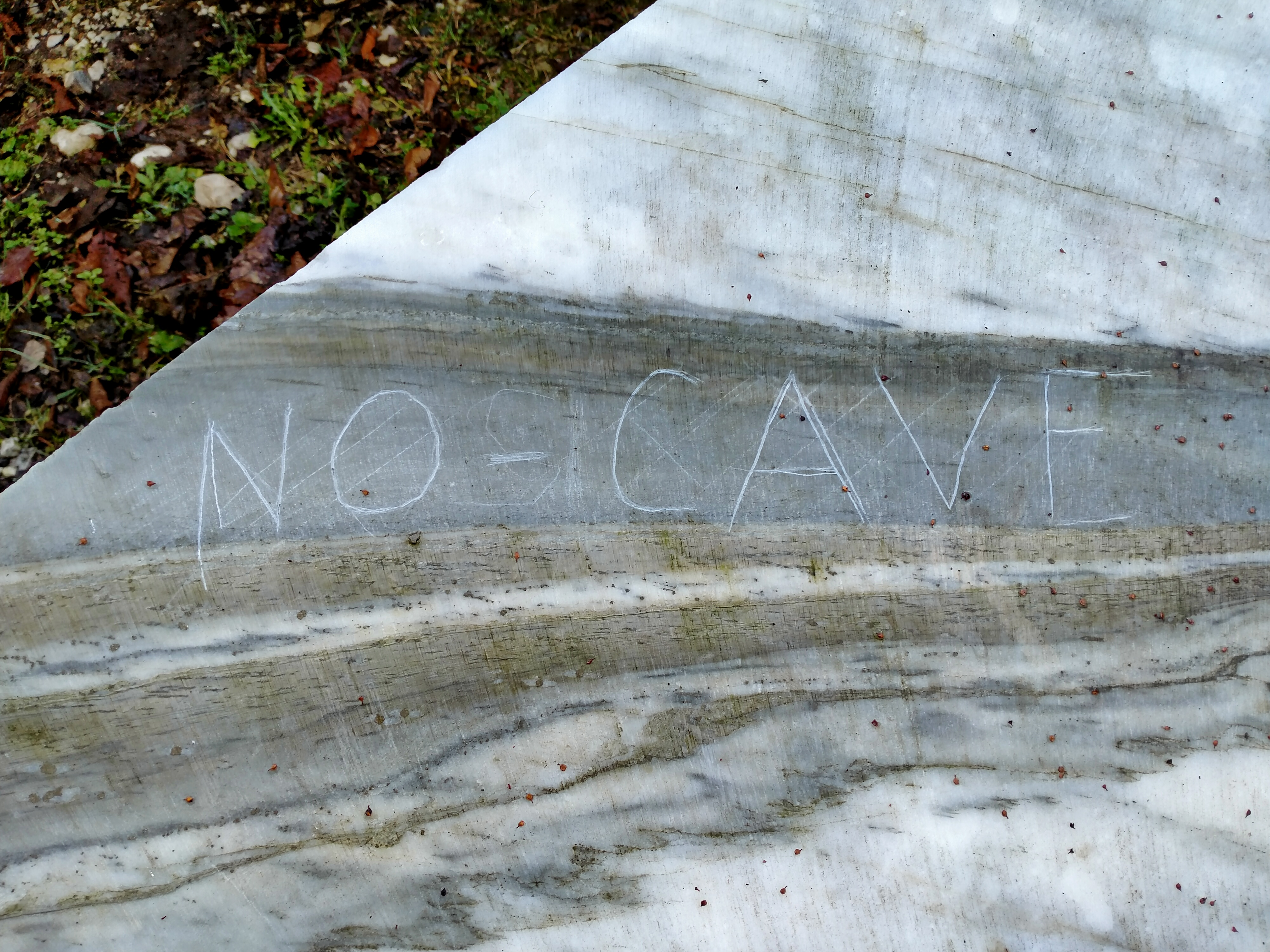
No Cav slogan gravado em um bloco de mármore perto da entrada das pedreiras Henraux em Azzano (Seravezza)

Os altos impactos negativos indirectos das pedreiras no território apuano são os relacionados com o intenso transporte rodoviário de material extraído: acidentes rodoviários (incluindo a perda de cargas de camiões), poluição atmosférica, ruído, inconvenientes de tráfego, e desgaste das próprias estradas.
Estes poluentes indirectos têm um maior impacto ambiental e são a causa da deterioração da qualidade de vida na região de Apuan.
Um acontecimento particularmente inconveniente foram os vários colapsos de uma estrada em Colonnata em 2018, devido a uma pedreira próxima.
A fim de incentivar a actividade mineira, a Strada del Marmo (Estrada de Mármore) foi construída em 2012, reservada ao tráfego de camiões e encerrada ao tráfego normal. Os custos de manutenção da estrada, que está sujeita a elevados níveis de desgaste, são suportados pela comunidade, uma vez que as portagens planeadas nunca foram cobradas.
Os movimentos No Cav sublinham também os "custos externos" da indústria do mármore, ou seja, todos aqueles custos que indirectamente recairiam sobre a comunidade. Segundo um estudo de 2006, divulgado pelas associações ambientais, por cada tonelada de mármore extraída, os custos ascenderiam a 56 euros para a empresa e até 168 euros para a comunidade. Um exemplo de tais custos são as despesas substanciais efectuadas pelos municípios de Massa e Carrara para a manutenção dos filtros do aqueduto, danificados pelo mármore.
Também em 2012, foi planeado um túnel de 5 km sob o Monte Tambura, cuja utilidade real foi frequentemente questionada, mas que teria permitido a extracção de uma enorme quantidade de mármore. O trabalho, que foi fortemente oposto em várias frentes, não foi realizado.

### Baixo impacto económico no território

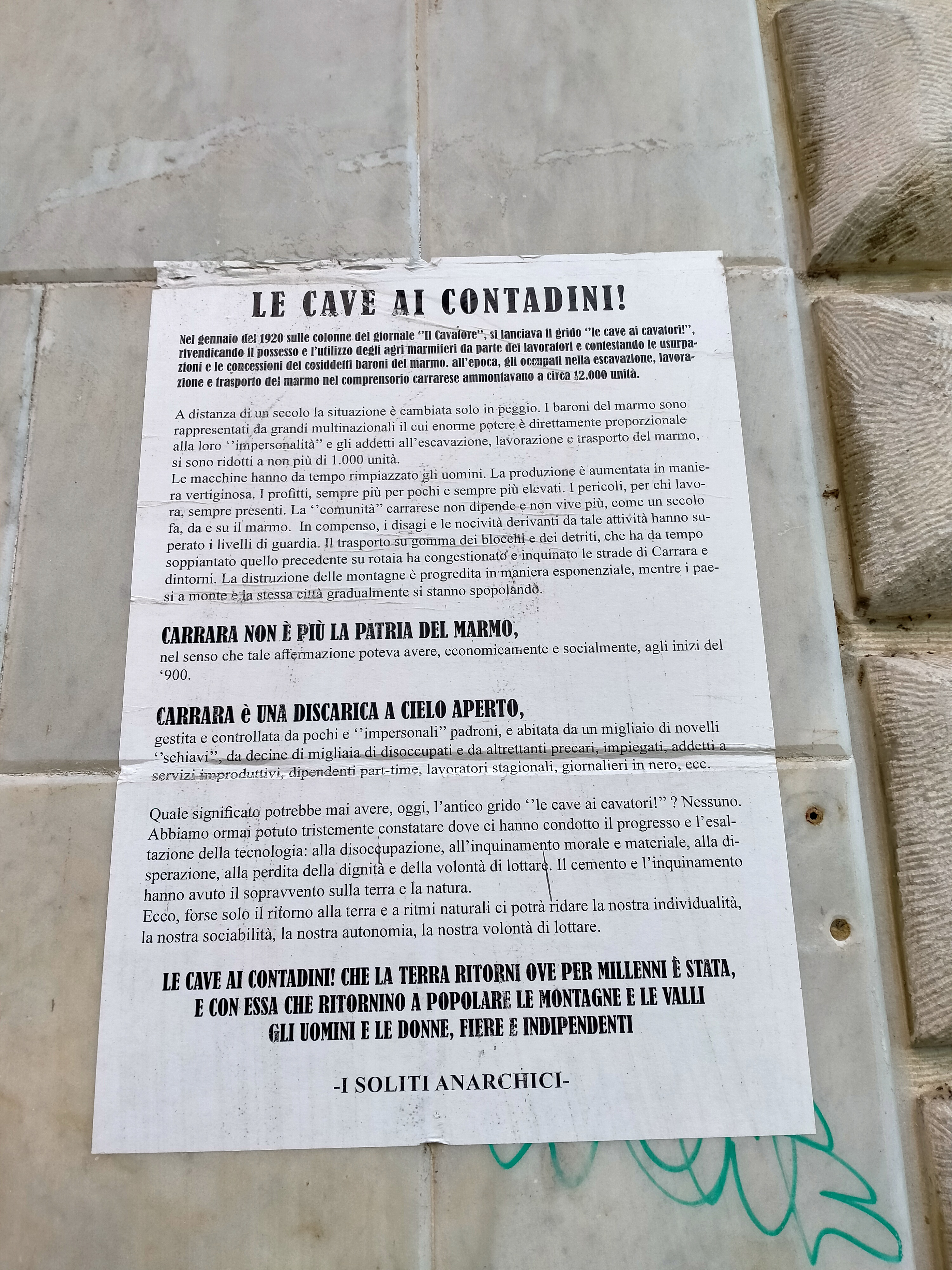
Flyer No Cav de um grupo anarquista, postado em um mural em Carrara, 2021

Segundo alguns observadores, entre os quais o jornal de negócios Il Sole 24 Ore, o impacto económico positivo da indústria do mármore no território é cada vez menor. Mesmo na frente do emprego, diz-se que o sector está em declínio: segundo o jornal Corriere della Sera, o número de pessoas directamente empregadas nas pedreiras caiu de 16.000 nos anos 50 para cerca de 1.000 actualmente.
No entanto, enquanto em 1920 eram extraídas anualmente menos de 100.000 toneladas de mármore, hoje em dia chegam a atingir 5 milhões.
Além disso, a maior parte do mármore extraído em blocos já não é processado em Carrara ou em Itália, e o sector de processamento de pedra oferece cada vez menos trabalho, além disso mal pago e em condições de segurança que têm sido muitas vezes consideradas insuficientes. Além disso, de acordo com alguns meios de comunicação social nacionais, os cofres públicos recebem receitas mínimas das pedreiras e, por vezes, nem sequer o montante total devido é pago.
A estas considerações, há que acrescentar os "custos externos" do processamento do mármore, ou seja, os custos indirectos suportados pela comunidade, que seriam cerca de três vezes mais elevados do que os suportados directamente pelas empresas mineiras.
Alguns observadores referiram-se aos efeitos da indústria da pedra no território apuano como um exemplo de capitalismo predatório, chegando ao ponto de comparar a realidade económica local com a típica das colónias. Raul Zibechi, por exemplo, falou da "harmonia do modelo extractivista com a experiência colonial", afirmando que "na esfera económica, o extractivismo produziu economias de enclave semelhantes às induzidas nas colónias". Na realidade, a propriedade de muitas pedreiras está nas mãos de multinacionais estrangeiras, incluindo a família bin Laden.
A falta de preocupação pelo território e pelos próprios trabalhadores das pedreiras é um tema antigo, se considerarmos que até Charles Dickens, quando visitou as pedreiras de Carrara em 1845, foi atingido pelo atraso do sistema de produção, tanto que acusou o Duque de Modena, então senhor da cidade, de a ter abandonado, como relata no seu livro Pictures from Italy.
A presença da actividade mineira, pela sua própria natureza não renovável e considerada insustentável, é também considerada um obstáculo a qualquer modelo de desenvolvimento económico alternativo e renovável que aumente o potencial turístico e agro-florestal dos Alpes Apuanos.
Finalmente, deve notar-se que o estatuto legal da propriedade de muitas pedreiras apuanas é bastante complexo e tem origem no conceito de "beni estimati" e num édito emitido pela Condessa Maria Teresa Cybo Malaspina em 1751. Embora em 1995 o Tribunal Constitucional tivesse ordenado que as concessões de pedreiras fossem sempre temporárias, em Outubro de 2016 manteve parcialmente o recurso de algumas empresas privadas, incluindo a Omya, contra a Lei Regional 35/2015, que teria assimilado pedreiras entre os bens não descartáveis municipais, estabelecendo que algumas (as "mais antigas") deviam ser consideradas "privadas", outras "públicas" e ainda outras com quotas variáveis dos dois regimes, apesar do recurso de numerosos intelectuais contra a alegada "privatização". O tribunal também esclareceu que legislar sobre este tema é da competência do Estado e não regional, pelo que a 12 de Outubro de 2021, o Movimento 5 Estrelas solicitou o agendamento do debate parlamentar sobre a Lei Regional 35/2015 da Toscana, a fim de incorporar a "beni estimati" na propriedade municipal do Estado.
O Supremo Tribunal de Cassação também excluiu em 2018 que a usucaptação pode ser aplicada na agri marmore.
Algumas pedreiras situadas nos municípios de Vagli Sotto e Stazzema (Arni) insistem em terrenos de uso cívico, apesar de lhes ser proibida a actividade de escavação, nos termos da sentença n.º 6132 de 21 de Setembro de 2021 do Tribunal de Recurso de Roma.

### Utilização efémera do minério: já não é arte, mas aditivos industriais

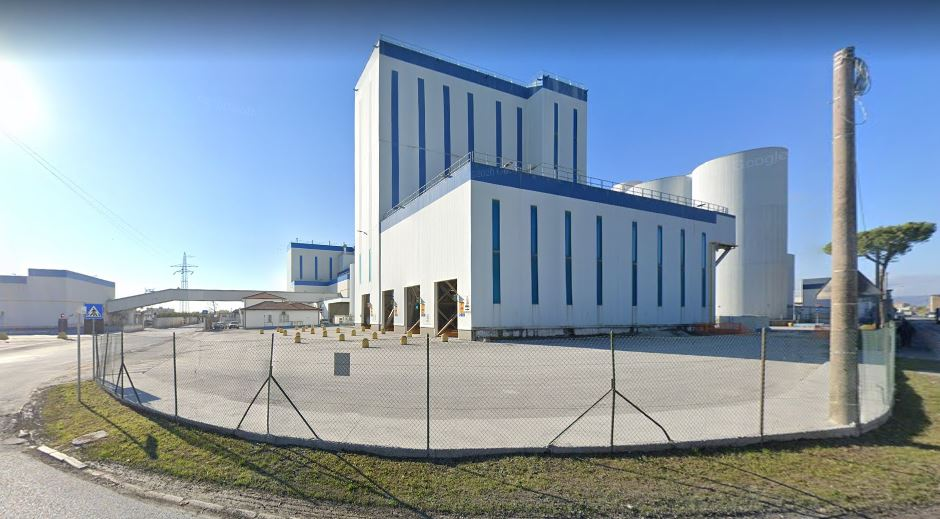
Fábrica de Omya em Carrara

O facto de, em média, cerca de 75% da pedra extraída nas pedreiras ser posteriormente pulverizada para produzir carbonato de cálcio, processado por multinacionais como a Omya e destinado a utilizações industriais, enquanto apenas 25% é pedra utilizada principalmente no sector da construção e apenas 0,5% é ainda utilizada no campo da arte que tornou o mármore de Carrara famoso, é outro argumento frequentemente utilizado a favor do encerramento das pedreiras. Em alguns, especialmente os da bacia de Torano, as percentagens de detritos chegam a atingir 94%, segundo dados da público pesa de Carrara. O problema da elevadíssima quantidade de resíduos produzidos pelas pedreiras apuanas é bem conhecido há muito tempo, tanto que um artigo na revista Scientific American de 1907 o examinou. Numa tentativa de mitigar esta situação, a Legambiente propôs, como observações aos PABE de Carrara apresentadas nos últimos anos, limitar as pedreiras a áreas com menos mármore fracturado e utilizar pedreiras de túnel de baixa altitude, o que permitiria que o minério pouco fracturado chegasse rapidamente à pedreira, em vez de pedreiras de superfície. No entanto, este apelo não foi atendido. De facto, segundo os mesmos industriais, sectores promissores para o futuro das pedreiras de mármore seriam os enchimentos marítimos, os recifes, os filtros e os tecidos.
Em 2022, o novo Piano Cave (Plano de Pedreiras) da Região da Toscana impôs um rendimento mínimo de blocos ou lajes de 30% (redutível a 25% a nível municipal) sobre material comercializável, a fim de obter uma nova autorização. Os industriais recorreram ao Tribunal Administrativo Regional contra esta disposição, perdendo-a.

### Alegada infiltração mafiosa e ilegalidade generalizada
Piero Franco Angeloni, no seu livro Gli anni bui della Repubblica (Os anos negros da República), afirma que houve infiltração mafiosa no mundo das pedreiras de Carrara desde os anos 80 até 1992.
Segundo esta reconstrução, em 1982 Raul Gardini deixou a Cosa nostra entrar na empresa Calcestruzzi, líder do Grupo Ferruzzi do seu sogro Serafino Ferruzzi, através de Antonino e Salvatore Buscemi, homens de Totò Riina. Buscemi colocaria o seu cunhado Girolamo Cimino à frente das pedreiras. Em 1987, Lorenzo Panzavolta, conhecido como "o Panzer", parceiro de Ferruzzi, recomendou a aquisição de Sam e Imeg (então parte de Eni), que controlavam uma grande parte das bacias de mármore de Carrara. Foram também alegadamente concedidos subornos a alguns políticos a fim de assegurar uma série de contratos públicos na Sicília relacionados com a dessulfuração e eliminação de resíduos das antigas centrais eléctricas da Enel, nas quais era utilizado granulado de mármore, e que Gardini ganhou. A máfia também geriu alegadamente o tráfego ilegal de resíduos, em particular através dos chamados "navios envenenados" que partem do porto de Carrara e La Spezia. Após o assassinato do empresário Alessio Gozzani, o procurador Augusto Lama lançou uma investigação sobre a infiltração da Máfia em Carrara, mas o inquérito foi interrompido pelo então ministro Claudio Martelli. A consolidação do crime organizado na cidade é também testemunhada pelo assassinato do engenheiro Alberto Dazzi com um carro armadilhado em 1991. De acordo com algumas hipóteses, alguns dos explosivos utilizados nos massacres da Máfia de 1992 provinham das pedreiras apuanas.
Não só durante este tempo, as pedreiras apuanas foram de facto repetidamente investigadas pelo judiciário por alegada infiltração da máfia.
Após várias mudanças de mãos, que segundo a Assembleia Permanente de Carrara não foram muito transparentes, em 2014, 50% das acções de Marmi Carrara (nascida das cinzas de Sam-Imeg) passaram para o Príncipe Bakr bin Laden, da família bin Laden, que em 2017 foi preso por corrupção na Arábia Saudita. Nessa altura, um empresário de Carrara, seu sócio, sofreu um roubo com assalto na sua própria villa, que, mais uma vez de acordo com a Assembleia Permanente de Carrara, pode ter sido efectivamente ligado a um círculo de lavagem de dinheiro.
A Assembleia Permanente de Carrara também, em colaboração com os jornalistas Pier Paolo Santi e Francesco Sinatti, levantou suspeitas sobre a alegada gestão criminosa de resíduos ligados às pedreiras de Apuan, nos anos 2000 e 2010.
Além disso, tem havido numerosas investigações por crimes ambientais, saúde e segurança, direito do trabalho, corrupção e evasão, de tal modo que alegados "sistemas mafiosos" têm por vezes sido evocados, por exemplo no livro Terra Bianca (Terra Branca) de Giulio Milani.
Os activistas do No Cav têm sofrido várias ameaças, agressões e intimidação ao longo dos anos da sua militância.
Perturbador foi o episódio de sabotagem ao veículo de Sandro Manfredi expoente da Assembleia Permanente de Carrara e do Apuane Presidium do Grupo de Intervenção Legal em 2018, felizmente sem consequências graves, na sequência do qual foi organizada uma manifestação de solidariedade.
A 17 de Fevereiro de 2021, o carro do presidente do Parque Natural Regional dos Alpes Apuanos, Alberto Putamorsi, incendiou-se durante a noite. Em Maio de 2020, a casa do presidente tinha sido revistada no âmbito de uma investigação sobre corrupção e concursos fraudulentos conhecidos jornalisticamente como "Sistema Vagli" (após o nome da aldeia de Vagli Sotto, no centro da investigação) e que também tinha levado à apreensão de Cava Prispoli. A suspeita do incêndio foi dirigida tanto para o mundo do mármore como para os ambientalistas.
O Observatório Mediterrânico do Crime Organizado e Máfias, da Fundação Caponnetto, relatou no seu relatório de 2020 a presença de numerosos grupos de crime organizado na província de Massa-Carrara.

### Má segurança e numerosas mortes no trabalho
A extracção de pedra na bacia dos Alpes Apuanos tem sido sempre uma actividade de alto risco que tem ceifado centenas de vidas ao longo dos séculos. Beniamino Gemignani no seu livro Il lavoro e i suoi martiri. Nelle cave apuane e di Garfagnana (O trabalho e seus mártires. Nas pedreiras Apuan e Garfagnana, ISBN 9788871490588) elabora uma lista de numerosos acidentes mortais desde o tempo do Ducado de Modena até aos dias de hoje, alguns dos quais envolveram numerosos trabalhadores ao mesmo tempo. Por exemplo, numa em 1864 houve até onze mortes. A industrialização crescente do sector levou a uma diminuição dos acidentes fatais, que no entanto continuaram a ser muito numerosos (22 mortes em 1965).
Nos anos 2000 e 2010, tivemos uma lesão em média a cada dois dias (1.258 entre 2005 e 2015) e uma morte por ano. Quanto às pedreiras: uma em 2006, uma em 2007, uma em 2010, uma em 2012, duas em 2015, quatro em 2016, nenhuma em 2017, duas em 2018. Na indústria, por outro lado, houve 1.340 acidentes e três acidentes fatais entre 2006 e 2018, um total de nada menos que quinze mortes em doze anos, com um pico entre 2015 e 2016.
De acordo com os dados recolhidos pela autoridade local, entre 2006 e 2015 houve uma média de 102 acidentes por ano nas pedreiras de Carrara; considerando que havia 700-800 pessoas empregadas nos locais de extracção, isto significa uma incidência de um acidente para cada sete trabalhadores. Como relatado pelo Corriere della Sera, de acordo com a Liga dos Pedreiros, estes números poderiam ser enviesados para baixo devido a chantagem ocupacional que forçaria os trabalhadores a não reportar acidentes.
A partir de 2006, os acidentes não fatais estavam a diminuir, mas os fatais estavam infelizmente a aumentar. No entanto, desde 2021, quando a Região da Toscana suspendeu o seu programa especial de inspecção sobre a segurança nas pedreiras, o número de acidentes não mortais também começou a aumentar novamente.

## Objectivos e propostas

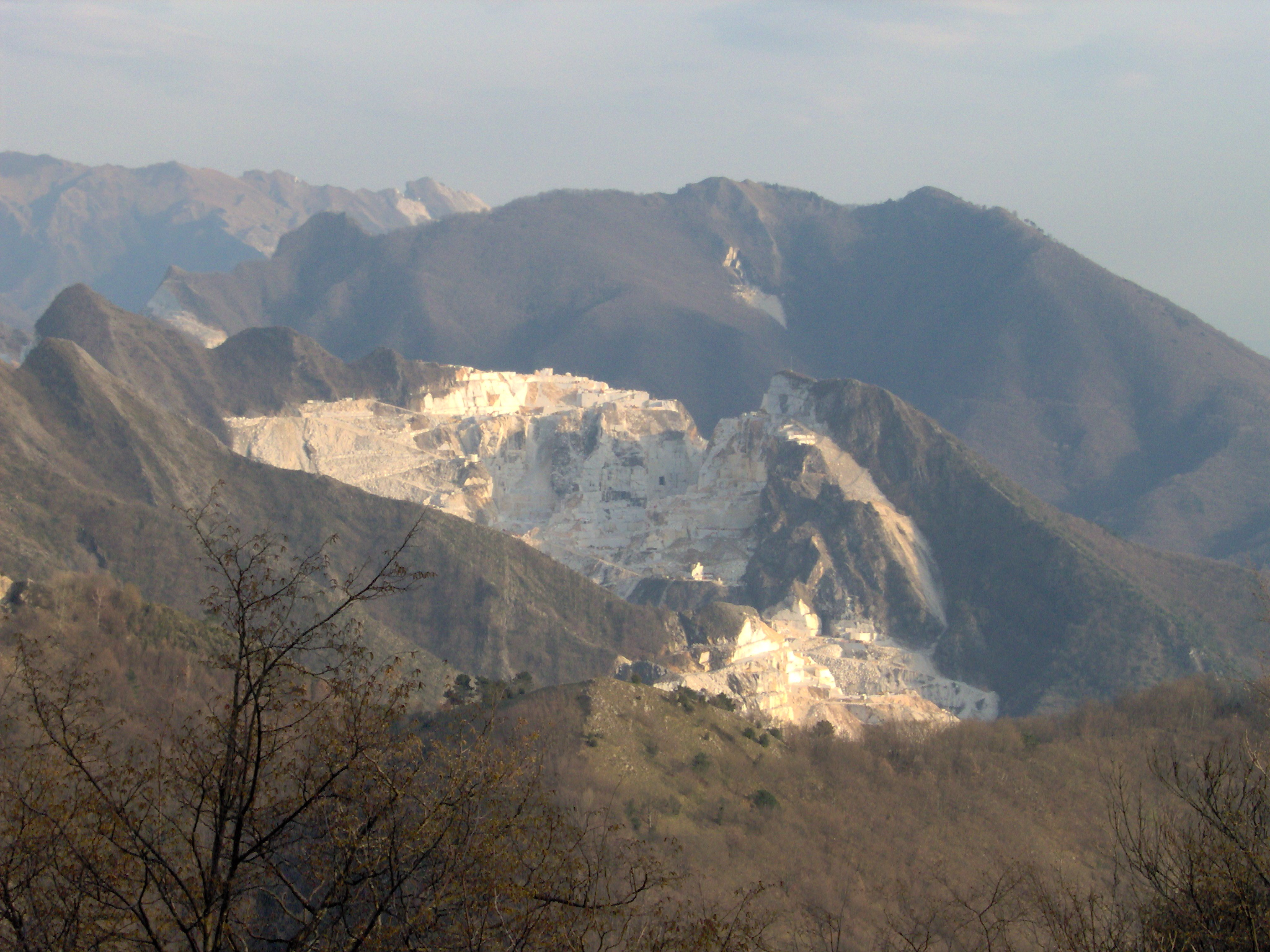
As pedreiras vistas de Campocecina, com a modificação irreversível de alguns picos.

As posições dos vários grupos No Cav convergem sobre a necessidade de protecção ambiental dos Alpes Apuanos, por exemplo através da criação de um novo parque nacional ou da sua fusão com o já existente e contíguo Parque Nacional dos Apeninos Toscanos-Emilianos, e sobretudo com o objectivo de fechar as pedreiras de mármore.
A maioria dos grupos, tais como Legambiente, C.AI., Salviamo le Apuane, e outros, têm como objectivo o encerramento gradual das pedreiras, começando pelas que se encontram dentro do parque regional dos Alpes Apuanos, sem choques laborais, a inclusão dos Alpes Apuanos num parque nacional, e a abolição das derrogações regionais para as pedreiras. Também procuram a mediação com industriais e o diálogo com as forças e instituições políticas.
Por exemplo, já em 2010 Salviamo le Apuane tinha promovido um plano articulado chamado 'PIPSEAA' (Piano Programma di Sviluppo Economico Alternativo per le Apuane, Plano do Programa de Desenvolvimento Econômico Alternativo para os Alpes Apuanos) para uma transição económica gradual do território que lhe permitiria romper com o mármore sem choques laborais. Depois, em 2016, juntamente com um agrupamento de associações, assinaram um documento intitulado Manifesto per le Alpi Apuane (Manifesto para os Alpes Apuanos), no qual um plano de transição económica verde foi mentalmente pormenorizado, para levar o território apuano a destacar-se da indústria do mármore, concentrando-se no turismo e na produção agro-florestal.
Contudo, existem também posições minoritárias mais intransigentes, que gostariam do encerramento rápido de todas as pedreiras, incluindo as que estão fora do Parque Regional dos Alpes Apuanos.

## Ressonância dos meios de comunicação

### Em Itália
Numerosos artigos denunciando a situação ambiental apuana têm aparecido nos meios de comunicação nacionais, tais como Il Corriere della Sera, La Repubblica, Il Fatto Quotidiano, Huffington Post, Internazionale, Il Messaggero, Il Manifesto, Il Foglio, Libero, Adnkronos, Affaritaliani, L'Indipendente, VD News, Focus, Il Giornale dell'arte, Arte, Artribune, Arte Magazine, Finestre sull'arte, Altreconomia, GreenMe, Lifegate e Nova Lectio. Até a RAI em 2014 e 2015 tratou da "escavação selvagem dos Alpes Apuanos" num relatório TG1.

### No estrangeiro
No que diz respeito à propagação internacional da causa No Cav, importantes meios de comunicação social estrangeiros como a Newsweek, Reader's Digest, The Guardian, Le Monde, Le Figaro, Deutsche Welle, Arte, Swiss TV e SwissInfo também levaram a cabo investigações sobre os danos ambientais das pedreiras. Em 2012, um artigo de Der Spiegel despertou grande interesse na Alemanha.

## O 'desastre do Apuan' na cultura de massas

### Cinema e TV
- Cosa c'è sotto le nuvole, 2004 documentário realizado por Alberto Grossi apresentado no Festival de Cinema de Trento;[248]
- Aut Out, 2010 documentário realizado por Alberto Grossi, finalista[249] no Festival de Cinema de Trento;[250]
- Antropoceno - The Human Epoch, um docufilme canadiano de 2018 transmitido em cinemas de todo o mundo, no qual os Alpes Apuane são um dos 43 maiores desastres ambientais contemporâneos,[251] e que deu à causa No Cav visibilidade global;
- Cave Canem, um documentário de 2019 dirigido por Alberto Grossi sobre os impactos da exploração de pedreiras nos Alpes Apuanos;[252]
- Carie, um documentário de 2020 dirigido por Achille Mauri, Marzio Nardi e Federico Ravassard (fotografia de Roberto Gianocca e Achille Mauri), ao qual se seguiu também uma exposição, uma fanzine e debates temáticos, centrados no impacto paisagístico das pedreiras apuanas e na sua potencial reconversão com vista ao turismo e ao desporto;

Em 2021, o canal de televisão Dmax fez o programa Uomini di Pietra (Homens de Pedra), distribuído pelo Discovery+, sobre a extracção de mármore nos Alpes Apuanos, e em particular nas pedreiras da empresa Henraux Spa, suscitando críticas do mundo ambientalista e do C.A.I., por ser considerado um spot a favor da "destruição à custa da natureza". No final do ano, o lançamento da segunda temporada desencadeou novas críticas.

### Livros
- Elia Pegollo, Emozioni apuane. Non solo marmo, Res Edizioni, 2003, ISBN 9788889048009. Livro fotográfico de um activista histórico do No Cav para sensibilizar para o valor ambiental dos Alpes Apuanos.
- Giulio Milani, La terra bianca. Marmo, chimica e altri disastri, Laterza, 2015, ISBN 9788858119754. Relativamente aos impactos ambientais das pedreiras e outras actividades industriais em Carrara e à sua alegada gestão ilegal.
- Piero Franco Angeloni, Gli anni bui della Repubblica. Racconti di vita professionale, Booksprint, 2016, ISBN 9788824900829. Relativamente a uma alegada infiltração da Cosa Nostra no território apuano entre os anos 80 e 1992, refazendo as investigações lançadas no início dos anos 90 pelo Juiz Augusto Lama, nas quais o próprio autor colaborou.
- Beniamino Gemignani, Il lavoro e i suoi martiri. Nelle cave apuane e della Garfagnana, Editrice Apuana, 2017, ISBN 9788871490588. Recolha documentada de acidentes de trabalho mortais ocorridos nas pedreiras de Apuan desde o tempo do Ducado de Modena até aos dias de hoje.
- Gianluca Briccolani, L'altezza della libertà. Viaggio tra l'essenziale bellezza delle Alpi Apuane, Polistampa, 2018, ISBN 9788859618997. Conta autobiográfica textual e fotográfica centrada na travessia a solo do autor dos Alpes Apuanos e contendo numerosas observações e reflexões extensivas sobre a forte paisagem e o impacto ambiental das pedreiras apuanas.

### Arte
- Cave Hominem, um projecto artístico de 2012 do fotógrafo Raffaella Castagnoli, centrado no impacto antrópico nos Alpes Apuanos e publicado na revista LensCulture.[258]
- Carbonato Apuano, um projecto artístico de 2015 da fotógrafa Andrea Foligni, focado no desaparecimento dos Alpes Apuanos transformados em carbonato de cálcio para bens de consumo. Foi finalista no concurso LensCulture Exposure Awards.[259]
- Whiter, um projecto artístico de 2017 da fotógrafa Andrea Foligni, sobre a poluição por marmettola em vias navegáveis apuanas. Foi finalista na secção Sony World Photography Awards, Contemporary Issues, e foi exposta em Londres.[260]
- White Gold, uma série de fotografias de Luca Locatelli dos Sony World Photography Awards 2018.[261] Estas fotografias foram publicadas pelo New York Times para acompanhar um artigo sobre o mármore de Carrara que, embora não abordasse directamente o impacto ambiental e paisagístico das pedreiras, enfatizava a difusão maciça global do mármore de Carrara para construção e já não para usos artísticos.[262]
- Alpi Apuane, um projecto fotográfico da Primoz Bizjak produzido a partir de 2014 e exibido em 2018 no C.A.P. (Centro Arti Plastiche) em Carrara, relacionado com a natureza antropogénica das pedreiras apuanas.[263][264]
- Wolf Mountain, uma fotografia de Lorenzo Shoubridge (um artista que falou contra pedreiras em várias entrevistas[265]) retratando lobos à noite perto de Monte Corchia[266] e vencedor do Prémio do Fotógrafo de Vida Selvagem do Ano em 2020.
- E se fossimo noi le Alpi Apuane?[267] um projecto narrativo e visual de Garfagnana Dream, ilustrado por Naomi Zanardo.[268]

## Críticas ao movimento No Cav

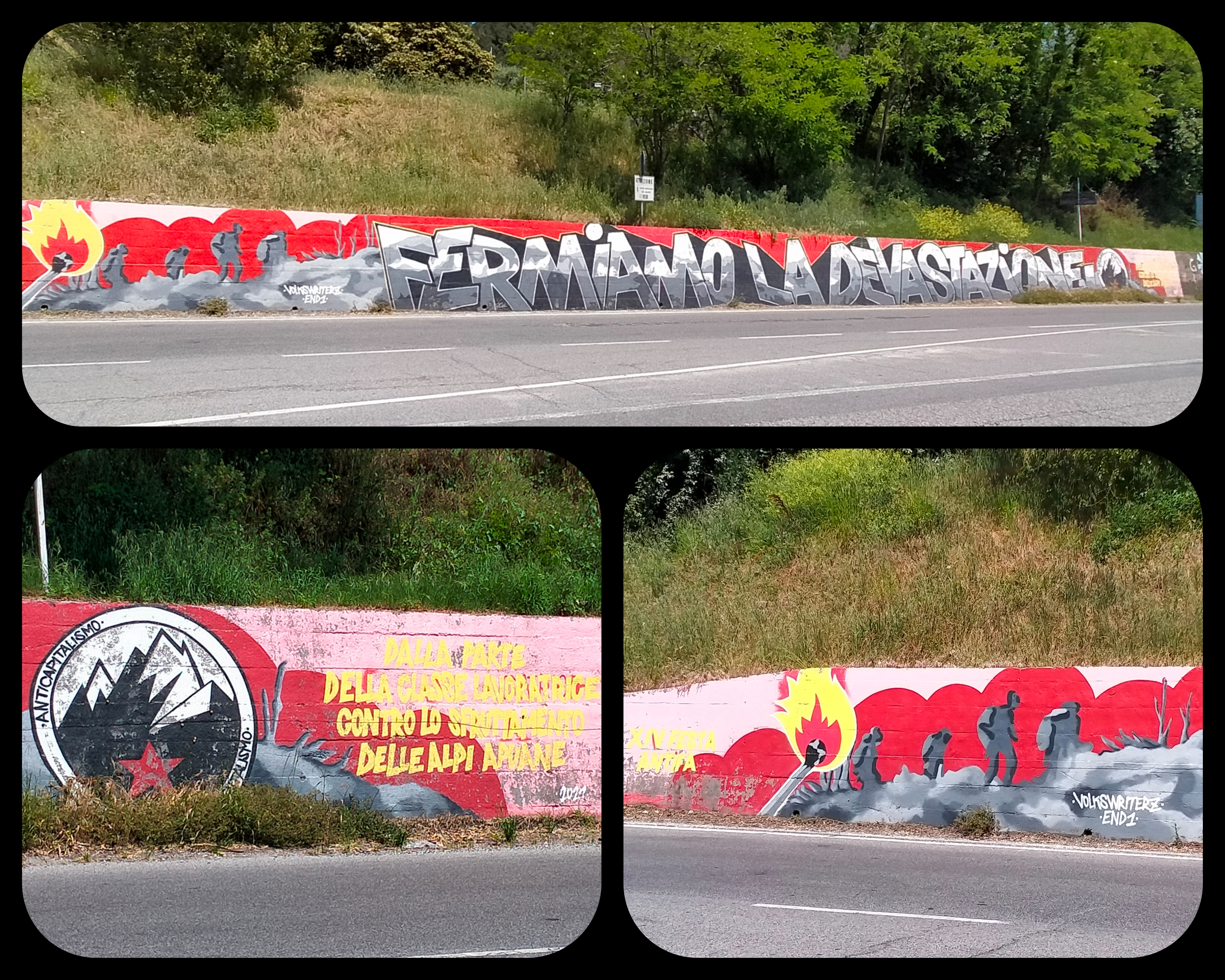
Mural anticapitalista No Cav ao longo da estrada estadual SS1 Aurelia perto de Montignoso

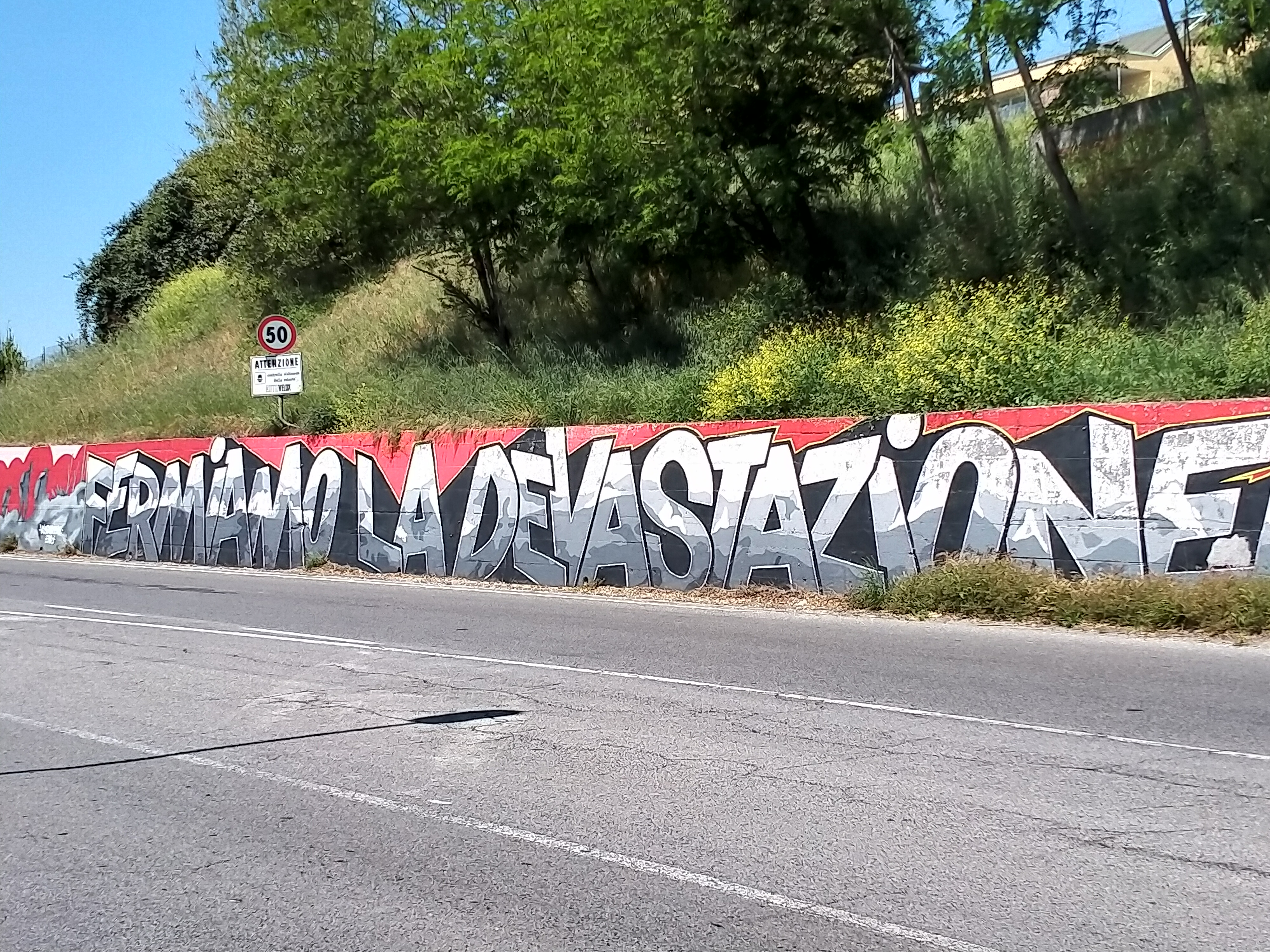
Detalhe do mural No Cav de Montignoso

A Confindustria (Associação de Industriais Italianos), alguns sindicatos de pedreiras, alguns partidos políticos e administradores locais, e pessoas a favor das pedreiras criticaram frequentemente o movimento "No Cav".
Entre estes, os mais comuns relacionam-se com o facto de as pedreiras gerarem riqueza e emprego que desapareceriam se os objectivos do No Cav fossem alcançados. Estes últimos responderam apresentando planos detalhados de reconversão económica destinados a manter, se não a aumentar, o emprego e a riqueza na área. Além disso, têm frequentemente contestado os dados apresentados pelos industriais, acusando-os de se envolverem em "chantagem laboral" e de construírem um "falso conflito ambiente-emprego".
Outra crítica dirigida ao movimento é a da divulgação de informação falsa ou tendenciosa. A esta observação, o No Cav respondeu apresentando dossiers detalhados e extensos, frequentemente elaborados em colaboração com peritos, tais como o Rapporto Cave (Relatório da Pedreira) de Legambiente.
Os apoiantes das pedreiras também acreditam que nenhum Cav respeitaria a tradição e identidade do território apuano, que sempre foi dedicado à extracção de mármore. O No Cav refuta esta crítica, salientando que as pedreiras tradicionais de mármore desapareceram há décadas a favor das pedreiras industriais muito mais devastadoras de hoje, o que nada tem a ver com a identidade histórica dos Alpes Apuanos.
Em 2018, após a divulgação de uma troca de e-mails entre a histórica activista Franca Leverotti (membro da GrIG e então presidente da Italia Nostra) e alguns organismos públicos, uma industrial do mármore processou-a por calúnia e difamação, mas o tribunal arquivou o processo, alegando que o que ela relatou era verdade. Na sequência do mesmo relatório, foi feita uma segunda queixa contra ela pelo município de Vagli Sotto, desta vez por danos na sua imagem, com um pedido de indemnização de 5,5 milhões de euros. A solidariedade com ela foi expressa por manifestantes do No Cav em frente ao tribunal. Em 2022, no final de um longo julgamento, o Tribunal Civil de Massa decidiu que o pedido era infundado, condenando em vez disso o ex-prefeito Mario Puglia e o município de Vagli Sotto a pagar 6.700.000 euros cada um nas custas judiciais.
O movimento foi então acusado de criar um clima de ódio contra os pedreiros e as actividades mineiras e de não querer dialogar com o outro lado, tendo por vezes atitudes agressivas. O No Cav rejeitou estas acusações, afirmando que o contrário seria exactamente o contrário. Deve notar-se a este respeito que em 2021, o movimento Salviamo le Apuane propôs uma hipótese de mediação e solução para o conflito ambiental nos Alpes Apuanos, que foi imediatamente retomada pelo partido Europa Verde.
Por vezes, o movimento foi também acusado de alegadas sabotagens e ataques ecoterroristas, insultos, ameaças, transgressões e outros crimes.
A 17 de Fevereiro de 2021, o carro do presidente do Parque Natural Regional de Alpi Apuane, Alberto Putamorsi, incendiou-se durante a noite. Desde que a casa do presidente foi revistada em Maio de 2020 como parte de uma investigação sobre corrupção e concursos fraudulentos conhecidos jornalisticamente como o "Sistema Vagli" (com o nome da aldeia de Vagli Sotto, no centro da investigação) e que também levou à apreensão de Cava Prispoli, as suspeitas do incêndio foram dirigidas tanto ao mundo do mármore como aos ambientalistas.
Em Agosto de 2021, houve um alegado ataque a uma pedreira em Gorfigliano com algum equipamento mecânico incendiado durante a noite; um acto do qual os ambientalistas se distanciaram e sobre o qual está em curso uma investigação.
As acusações de actos violentos ou ilegais foram sempre rejeitadas pelo No Cav, que expressou solidariedade para com as vítimas.